# МиГ-29
МиГ-29 (по классификации НАТО: Fulcrum — «Точка опоры») — советский многоцелевой истребитель четвёртого поколения, разработанный в 1970-х годах в Опытном конструкторском бюро имени А. И. Микояна.
МиГ-29 предназначен для поражения и уничтожения всех типов воздушных целей в простых и сложных метеоусловиях, в свободном пространстве и на фоне земли, в том числе в условиях постановки радиолокационных помех с использованием управляемых ракет и бортовой пушки, а также для поражения наземных целей с применением неуправляемых средств поражения в условиях визуальной видимости.
Первый полёт опытного экземпляра истребителя МиГ-29 был совершён 6 октября 1977 года советским лётчиком-испытателем А. В. Федотовым.

## История создания

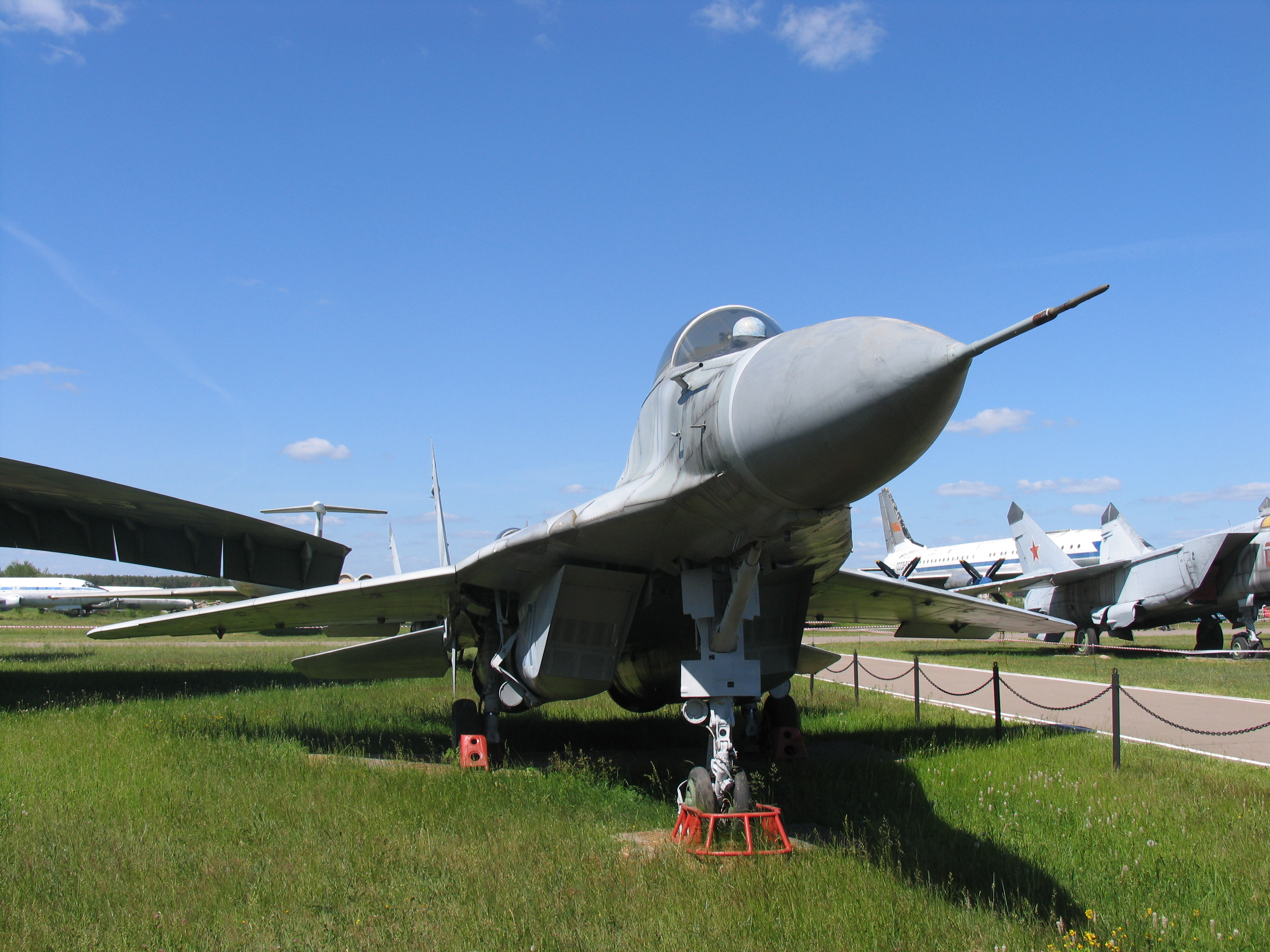
Первый прототип «9-01»

Работы по созданию лёгкого фронтового истребителя нового поколения в СССР развернули в конце 1960-х годов. Непосредственным поводом для их начала стала поступающая информация о ведущейся в США разработке истребителей McDonnell Douglas F-15 Eagle и Northrop P-530 Cobra (предшественника YF-17). Разработку перспективного фронтового истребителя разделили на две темы — создание тяжёлого самолёта (ТПФИ) и создание лёгкого самолёта (ЛПФИ). Из ТПФИ получился Су-27, а результатам работы по ЛПФИ стал МиГ-29. На первом этапе для самолёта, получившего название МиГ-29, рассматривалась традиционная аэродинамическая схема по типу МиГ-25 и система управления вооружением (СУВ), являвшаяся развитием СУВ истребителя МиГ-23. Она включала в себя модернизированную РЛС «Сапфир-23М», ракеты средней дальности К-23 или К-25 (отечественный аналог американской ракеты AIM-7 «Спэрроу») и ракеты малой дальности К-13М и К-60. Аванпроект такого варианта был разработан и представлен заказчику в первой половине 1972 года.
Главной задачей самолёта определили завоевание превосходства в воздухе над районом боевых действий сухопутных войск, второстепенной — нанесение ударов по наземным целям неуправляемым оружием днём в простых метеоусловиях.
МиГ-29 относится к самолётам 4-го поколения. Этот самолёт нарушил традиционный путь развития авиации — гонку за скорость и высоту. Теперь приоритет получила манёвренность, прежде всего, в вертикальной плоскости за счёт высокой тяговооружённости.
Практически параллельно в ОКБ велась проработка принципиально нового варианта истребителя — среднеплана интегральной схемы с трапециевидным крылом с развитым наплывом, двухкилевым оперением и двумя двигателями в гондолах под фюзеляжем. В августе 1972 года заказчику была предъявлена вторая редакция аванпроекта МиГ-29, выполненного по новой компоновке. На самолёте предусматривалось применение ракет класса «воздух-воздух» нового поколения — УР средней дальности К-27 и УР ближнего боя К-14 и К-73, обеспечивающих поражение воздушных целей, маневрирующих с большими перегрузками, на значительно больших дальностях, по сравнению с ракетами К-23, К-13М и К-60. Совершенно новой должна была стать и система управления вооружением истребителя, в которую предлагалось включить многофункциональный радиолокатор, оптико-электронную прицельную систему и систему электронной индикации.
Выполненными в 1972—1973 годах научно-исследовательскими институтами Министерства обороны и МАП исследованиями была обоснована целесообразность построения перспективного парка истребительной авиации страны в 1980-х годах на основе двух типов самолётов — тяжёлого и лёгкого в соотношении 1:3. Лёгкий истребитель должен был обладать превосходством в воздушных боях над американскими истребителями 4-го поколения YF-16 и YF-17 и любым истребителем предшествующего поколения и вести на равных бой с тяжёлым истребителем 4-го поколения F-15, обеспечивать перехват широкого круга воздушных целей, а также поражение наземных целей неуправляемым оружием. В соответствии с этой концепцией были уточнены тактико-технические характеристики (ТТХ) к самолёту МиГ-29, который стал рассматриваться в качестве основного перспективного лёгкого фронтового истребителя (ЛФИ) ВВС СССР на период 1980-х годов. В дальнейшем предусматривалась также возможность поставки таких самолётов на экспорт. Взлётная масса истребителя, несмотря на применение на нём двух двигателей, оценивалась всего в 12 тонн.
Для ускорения создания самолёта в условиях объективных трудностей разработки перспективной СУВ работы решили проводить в два этапа. На первом этапе предстояло построить и испытать вариант МиГ-29А с упрощённой СУВ на базе радиолокационной станции «Сапфир-23МЛ» и оптико-электронного прицельно-навигационного комплекса ОЭПрНК-29А с квантовой оптико-локационной станцией (КОЛС) и ракетами К-24 (К-23М) и К-60 (К-60М). На втором этапе самолёт МиГ-29 планировалось оснастить перспективной СУВ в составе новой РЛС «Рубин» и ОЭПрНК-29, а также управляемыми ракетами К-27 и К-73 (или К-14). Компоновка, конструкция и состав остального оборудования МиГ-29А и МиГ-29 были практически идентичными.
Помимо управляемого ракетного вооружения, на обоих вариантах предусматривалось применение встроенной двухствольной 30-мм пушки АО-17А, а для действий по наземным целям — неуправляемых ракет и авиабомб общей массой 2000 кг. Откорректированными по результатам проведённых работ ТТТ допускалось увеличение взлётной массы истребителя до 13,5 тонн. На стадии эскизного проекта (1974—1976 годы) двухствольную пушку заменили более лёгкой одноствольной ГШ-301. Также было принято решение об установке на самолёте унифицированного катапультного кресла К-36ДМ. Кроме этого, успехи в разработке нового радиолокатора «Рубин» и стендовая отработка систем позволили в 1976 году отказаться от создания варианта МиГ-29А с упрощённой системой вооружения и сосредоточить основные усилия на МиГ-29 с перспективной СУВ, в состав которой также вошла нашлемная система целеуказания «Щель», и ракетным оружием нового поколения.
К постройке опытных экземпляров истребителя МиГ-29 приступили в 1975 году. В следующем году успешно прошла защита эскизного проекта, и на рассмотрение заказчику был предъявлен макет самолёта. Сборку первого опытного экземпляра завершили в августе.
Всего в лётных испытаниях МиГ-29 приняли участие 6 опытных экземпляров и 8 самолётов установочной партии, построенных в 1977—1982 годах в опытном производстве ММЗ им. А. И. Микояна и на МАПО им. П. В. Дементьева, где планировалось развернуть выпуск новых истребителей. Последний самолёт установочной партии стал эталоном для серийного производства, которое началось в 1982 году.
По результатам лётных испытаний, успешно завершившихся в октябре 1983 года, не потребовалось проводить существенных изменений в аэродинамической схеме и конструкции самолёта. Постановлением Совета Министров СССР от 11 июня 1987 года самолёт МиГ-29 был принят на вооружение ВВС Советского Союза. К этому времени истребитель был уже хорошо освоен в строевых частях: первые машины данного типа поступили в войска ещё летом 1983 года.
Первый истребитель МиГ-29 в июле 1983 года получил 91-й истребительный инструкторский авиационный полк 4-го Центра боевого применения и переучивания лётного состава в г. Липецке 30 июня 1983 года. Первыми строевыми полками, на вооружение которых поступили МиГ-29, стали 234-й гиап (Кубинка), 968-й иап (Россь) и 145-й иап (Ивано-Франковск).
За счёт своих выдающихся качеств МиГ-29 с 1986 года активно поставлялся на экспорт во множество стран. Для поставок за рубеж были созданы два варианта: вариант «А» — для стран Варшавского Договора, с минимальными доработками оборудования (с РЛС Н019ЭА, ОЭПрНК-29Э), и вариант «Б» — для развивающихся стран (с РЛС Н019ЭБ и ОЭПрНК-29Э2 и изменённой системой госопознавания). Серийное производство МиГ-29 в варианте «А» осуществлялось в 1988—1991 годах. Эти самолёты поставлялись в Болгарию, Венгрию, ГДР, Польшу и Чехословакию. МиГ-29 в варианте «Б», выпускаемые с 1986 года, экспортировались в Индию, Ирак, Сирию, Югославию и другие страны. Экспортные самолёты, в зависимости от сроков и страны поставки, могли иметь различные комплектации оборудования и вооружения.
Первый показ МиГ-29 за рубежом состоялся в 1986 году во время визита в период с 30 июня по 3 июля шести советских самолётов из состава 234-го гиап в Финляндию. 2—8 сентября 1988 года МиГ-29 и МиГ-29УБ были представлены мировой общественности на ежегодной международной выставке вооружения и военной техники Фарнборо.
26 апреля 1995 года истребитель МиГ-29 установил свой первый мировой авиационный рекорд в классе реактивных самолётов со взлётной массой от 12 до 16 тонн. Лётчик-испытатель Р. П. Таскаев достиг на нём высоты полёта 27460 м. Вскоре, 5 июля того же года, лётчик-испытатель О. В. Антонович на МиГ-29 установил ещё два мировых рекорда: высоты полёта с грузом в 1 тонну и максимального груза, поднятого на высоту 15000 м.
К 2020 году АО "РСК «МиГ» произвело свыше 1400 истребителей МиГ-29. Кроме того, почти 300 учебно-боевых самолётов МиГ-29УБ было изготовлено авиазаводом в Нижнем Новгороде — филиалом АО "РСК «МиГ».

## Конструкция

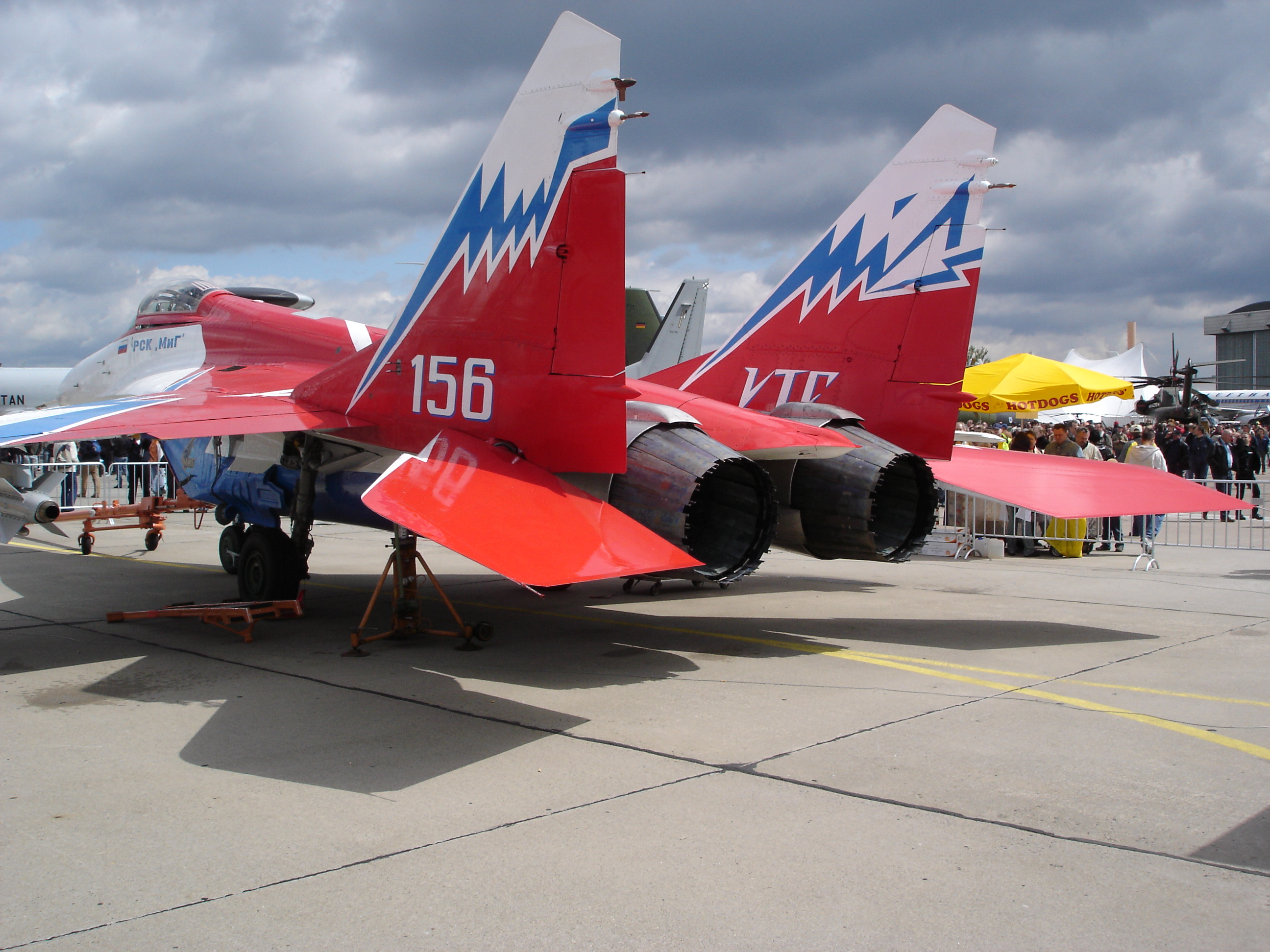
МиГ-29М/ОВТ — всеракурсный отклоняемый вектор тяги

МиГ-29 выполнен по нормальной аэродинамической схеме и имеет интегральную компоновку. Планер самолёта состоит из развитого по длине и размаху профилированного несущего фюзеляжа, плавно сочленённого через зону наплыва с трапециевидным крылом, цельноповоротного дифференциально отклоняемого стабилизатора и двухкилевого вертикального оперения. Два двигателя установлены в изолированных мотогондолах в хвостовой части фюзеляжа; основные воздухозаборники двигателей размещены под центропланом, дополнительные — на верхней поверхности наплывов крыла.
Около 40 % подъёмной силы в полёте обеспечивает корпус самолёта, 60 % крыло. При больших углах атаки возрастает роль корпуса и наплывов крыла в создании подъёмной силы.
Планер выполнен в основном из алюминиевых сплавов и стали, также применяется титан и композитные материалы. Доля композиционных материалов в массе конструкции самолёта составляет около 7 %. Особенностью планера самолёта является наличие в его конструкции крупногабаритных штамповок и прессованных панелей. Это позволило уменьшить количество нагруженных стыков.
Для осмотра, обслуживания и ремонта в процессе эксплуатации самолёта обеспечен удобный подход к элементам конструкции и блокам оборудования самолёта. Крышки люков крепятся на легко открывающихся четверть оборотных замках.
Фюзеляж — полумонококовой конструкции с силовым набором, образованным 10 силовыми шпангоутами, промежуточными шпангоутами и работающей обшивкой, подкреплённой стрингерами. Основным силовым элементом фюзеляжа является бак № 3, сваренный из листов нержавеющей стали. Металлические панели обшивки соединялись с силовым набором клёпкой. Технологически фюзеляж делится на четыре отсека: головной (до шпангоута № 4), средний (между 4-м и 7-м шпангоутами), задний (между 7-м и 8-м шпангоутами) и хвостовой.
- Головной отсек фюзеляжа начинается радиопрозрачным стеклопластиковым конусом, который является обтекателем антенны бортовой РЛС. Также здесь размещены блоки радиолокационного прицельного и оптико-электронного, прицельно-навигационного комплексов и другие агрегаты радиоэлектронного оборудования, кабина лётчика и ниша уборки передней опоры шасси. На радиопрозрачном обтекателе РЛС установлена штанга основного приёмника воздушного давления, снабжённая генераторами вихрей. В передней части головного отсека расположены антенны запросчика системы госопознавания. Перед фонарём герметичной кабины пилота установлены датчики квантовой оптико-локационной станции.[7]

Герметичная кабина лётчика расположена между первым и вторым шпангоутами. Фонарь кабины состоит из переднего козырька с электрообогревом и поднимаемого вверх-назад откидной части с тремя панорамными зеркалами заднего вида. Открытие и закрытие фонаря обеспечивается пневмоцилиндром. Фонарь оборудован эксплуатационной системой управления откидной частью и автономной системой её сброса в аварийной ситуации. При катапультирование сброс створки фонаря происходит автоматически.
Лётчик размещается в кабине на катапультном кресле, установленном с углом наклона спинки. Кресло регулируется по высоте в зависимости от роста лётчика. Угол обзора из кабины вперёд-вниз = 14 градусов. За кабиной лётчика расположен закабинный отсек оборудования, здесь находятся автоматы защиты электросистемы.
- В среднем отсеке фюзеляжа размещены три основных топливных бака и ниши основных опор шасси. Третий бак, изготовленный из титана, интегрирован в силовую конструкцию и является основной несущей конструкцией корпуса фюзеляжа, воспринимающей вертикальные нагрузки открыла, двигателей и основных опор шасси. На шпангоуте № 6 находится передний узел крепления подфюзеляжного подвесного топливного бака. Двигатели крепятся шпангоуту № 7.[7]
- В заднем отсеке фюзеляжа размещены двигатели, а также два топливных бака. Между двигателями расположен отсек коробки самолётных агрегатов с агрегатами гидравлической, топливной и масляной систем, электрогенераторами и газотурбинным стартером-энергоузлом. На верхней поверхности корпуса отсека установлен воздухозаборник охлаждения генераторов, а на нижней поверхности между мотогондолами находится выхлопное устройство, закрываемое створкой. В нижней части шпангоута № 8 установлен задний узел крепления подфюзеляжного подвесного топливного бака.[7]
- К хвостовому отсеку фюзеляжа крепятся консоли хвостового оперения, форсажные камеры двигателей, верхний и нижний тормозные щитки, контейнер тормозного парашюта со сбрасываемым резиновым колпаком. Выпуск и уборка тормозных щитков производится посредством гидросистемы. Выпуск тормозного парашюта и его сброс осуществляется электропневматический системой управления. Площадь купола тормозного парашюта 17 м².[7]

Крыло — состоит из двух консолей, имеющий угол стреловидности по передней кромке 42 градуса. Консоли крыла крепятся к фюзеляжу в пяти точках. Силовой набор консолей крыла — три лонжерона, две дополнительные стенки в носовой части и одной в хвостовой части крыла, 16 нервюр и подкреплённая стрингерами обшивка. Центральный отсек консолей крыла образует интегральный топливный бак.
Механизация крыла состоит из трёхсекционных носков, отклоняемых на угол 20 градусов, щелевых закрылков, отклоняемых на взлёте и посадке на угол до 25 градусов и элеронов. Отклоняемые носки управляются шестью гидроцилиндрами. Каждым закрылком управляет один гидроцилиндр, оборудованный замком убранного положения. В выпущенном положении закрылки поддерживаются давлением гидросистемы. Элероны отклоняются на угол +15/-25 градусов с помощью гидравлических рулевых приводов.
На каждой консоли крыла имеется узлы крепления трёх пилонов подвески вооружения. На законцовках крыла размещены бортовые аэронавигационные огни и антенны радиолокационного ответчика, станции активных помех, азимута и угла места.
Хвостовое оперение — два киля с рулями направления (вертикальное оперение) и дифференциально управляемый цельноповоротный стабилизатор (горизонтальное оперение). Вертикальное оперение — двухкилевое с рулями направления. Кили с углами стреловидности по передней кромке 47 градусов 50 минут установлены с развалом под углом 6 градусов к вертикали, установлены по обеим сторонам гондол двигателей. Обшивка килей выполнена из углепластика. Углы отклонения рулей направления +/- 25 градусов. В верхней части килей размещены антенны различных радиотехнических устройств. На левом киле расположен аэронавигационный огонь. На боковых поверхностях килей расположены антенны станции предупреждения об облучении.
Горизонтальное оперение — две половины цельноповоротного дифференциального стабилизатора с углом стреловидности 50 градусов по передней кромке. Для управления по тангажу обе половины стабилизатора отклоняются синхронно как единое целое, а для управления по крену — дифференциально в разные стороны. Управление каждой консолью горизонтального оперения обеспечивается посредством гидравлических рулевых приводов, установленных в хвостовом отсеке.
Шасси трёхопорное, с одноколёсными основными и двухколёсной передней стойками. Передняя управляемая опора шасси включает два колеса и допускает разворот на 8 градусов в обе стороны при взлёте и посадке и до 31 градуса при рулёжке. Основные стойки имеют по одному тормозному колесу. Передняя стойка убирается в фюзеляжную нишу назад по полёту, а основные опоры вперёд по полёту в отсеки воздухозаборных устройств с разворотом на 90 градусов. При уборке шасси все колёса автоматически тормозятся. На всех опорах шасси применены двухкамерные пневмогидравлические амортизаторы. Уборка и выпуск шасси осуществляется от общей гидросистемы, а аварийный выпуск сжатым воздухом.
Силовая установка самолёта состоит из двух двухконтурных турбореактивных двигателей РД-33 с двухкаскадным тринадцатиступенчатым компрессором, кольцевой прямоточной камерой сгорания, двухступенчатой охлаждаемой турбиной, общей форсажной камерой и регулируемым сверхзвуковым соплом, коробки приводов самолётных агрегатов КСА-2 (КСА-3) и турбокомпрессорного стартера-энергоузла ГТДЭ-117. Управление двигателями механическое и осуществляется двумя рукоятками, связанные с ним системой качалок и тяг. На самолёте предусмотрен совместный и раздельный запуск двигателей.

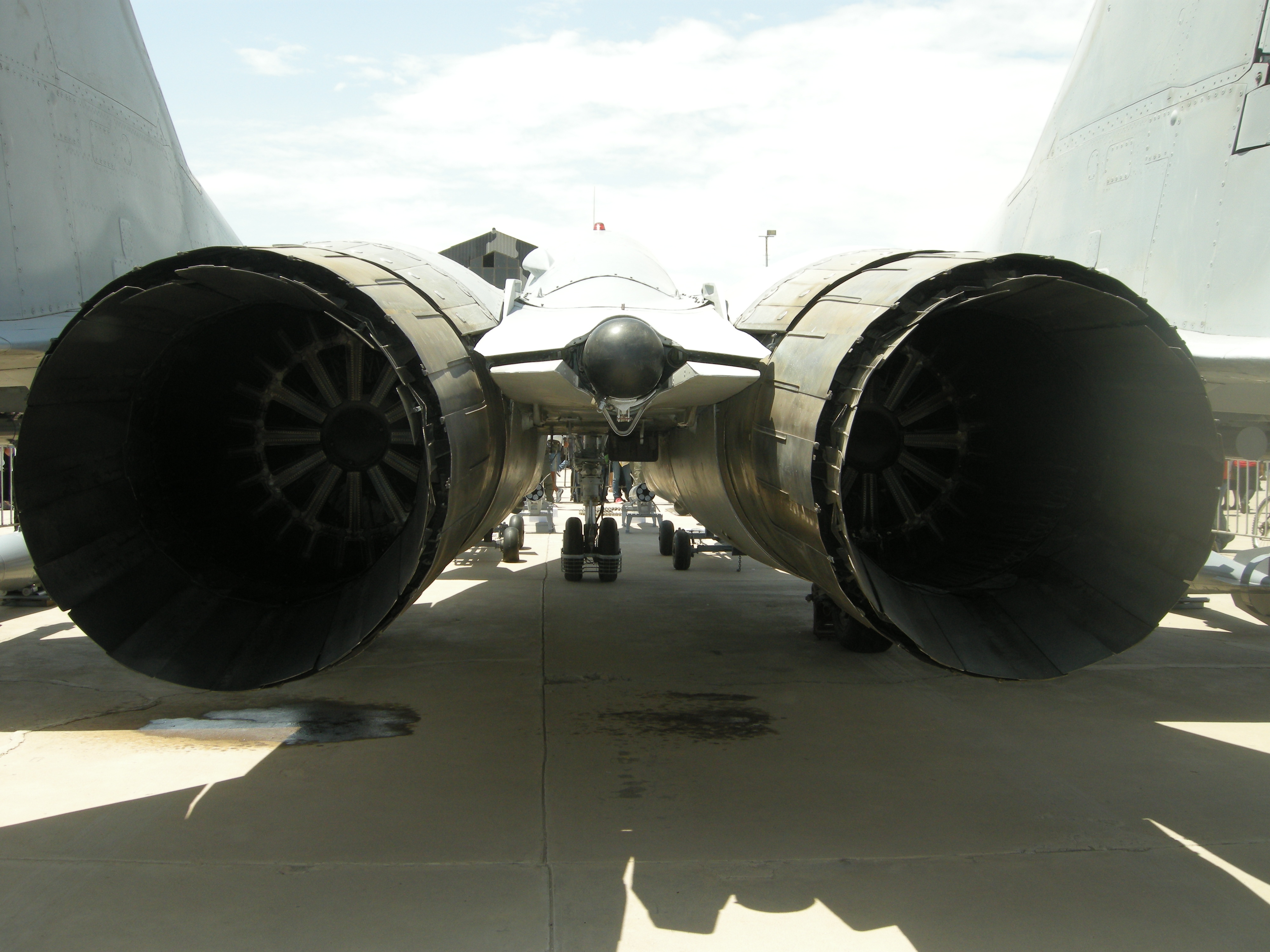

Для обеспечения эффективной и устойчивой работы двигателей, на различных режимах полёта, на самолёте имеются два сверхзвуковых, подкрыльевых, регулируемых воздухозаборных устройства с косым срезом и горизонтальной поверхностью торможения. Регулируемые воздухозаборники на взлёте и посадке закрываются защитными панелями, при этом забор воздуха производится через пятисекционные верхние входы. что исключает повреждение двигателя посторонними предметами.
Топливная система состоит из пяти фюзеляжных и двух крыльевых баков общей ёмкостью 4300 л. Возможна подвеска фюзеляжного ПТБ на 1500 л. Основным топливом для двигателей истребителей МиГ-29 являются авиационные керосины марок РТ,Т-1 и ТС-1 или их смеси. Информирование лётчика о запасе и расходе топлива обеспечивается топливо-мерно-расходномерной системой с панелью индикации. Система производит автоматическое вычисление и индикацию расхода и остатка топлива на установившемся режиме полёта, сигнализирует об окончании выработки отдельных баков и обеспечивает автоматическую отсечку топлива при централизованной заправке.
Для тушения пожара в отсеках двигателей и в коробках агрегатов на самолёте установлена противопожарная система. Сигнализация о пожаре появляется на световом табло приборной доски кабины и с помощью речевого информатора. Огнегасящий состав (фреон) находится в сферическом трёхлитровом баллоне, установленном в гаргроте фюзеляжа.
Система аварийного покидания самолёта состоит из катапультного кресла и пиротехнической системы сброса фонаря. Кресло оборудовано двухступенчатым комбинированным стреляющим механизмом, механизмом ввода парашюта, подвесной спасательной системой с 28-стропным парашютом, системой стабилизации с двумя стабилизирующими парашютами. Защита лётчика от перегрузок и скоростного напора воздуха обеспечивается высотным снаряжением, принудительной фиксацией в кресле, стабилизацией кресла после выстрела и дефлектором защиты от воздушного потока.
Катапультирование гарантируется в горизонтальном полёте со скоростью от 0 до 1400 км/ч на высотах от 0 до 25 км, при маневрировании с перегрузкой от −2 до +4, а также на режимах разбега при скорости не менее 75 км/ч. Максимальная перегрузка при аварийном покидании самолёта составляет 18 единиц. Для поддержании жизнедеятельности лётчика и обеспечения его поиска после катапультирования на кресле имеется носимый аварийный запас и автоматический радиомаяк.
Кислородное оборудование — создаёт необходимое условие жизнедеятельности лётчика на высотах до 20 км. Для этого предназначен высотный компенсирующий костюм и защитный шлем с кислородной маской. При полёте самолёта на высоте менее 12 км применяется противоперегрузочный костюм. Кислородная система обеспечивает подачу лётчику кислородно-воздушной смеси в маску на высотах до 8 км и чистого кислорода на больших высотах.
Управление самолётом осуществляется в ручном и автоматическом режимах. В автоматическом режиме управление производится по сигналам системы САУ-451. Автопилот демпфирует колебания самолёта относительно всех трёх осей, выдерживает заданную высоту и курс полёта. Для предотвращения выхода на режим сваливания и обеспечения лётчика информацией о текущих и предельно допустимых углах атаки и вертикальных перегрузках, а также для расширения эксплуатационного диапазона углов атаки за счёт автоматического управления носками крыла, на самолёте имеется система ограничительных сигналов СОС-3М.
Система управления самолётом жёсткая. В канале крена осуществляется с помощью элеронов и одновременного дифференциального отклонения половин стабилизатора, в канале тангажа — с помощью цельноповоротного стабилизатора, а по курсу — рулями направления. Отклонение рулей и элеронов осуществляется с помощью необратимых гидроусилителей.
Пневматическая система — подразделяется на основную, аварийную и систему наддува гидробаков и блоков оборудования. Основная система обеспечивает торможение колёс шасси, управление откидной частью фонаря и её герметизацию в закрытом положении, управление перекрывными кранами топливной системы, выпуск и сброс тормозного парашюта. Аварийная система предназначена для выпуска шасси и торможения колёс основных опор шасси при отказе основной пневмосистемы.
Электросистема самолёта включает цепи постоянного (28,5 В), переменного однофазного (115 В, 400 Гц) и переменного трёхфазного тока (36 В, 400 Гц) напряжения. Источниками постоянного напряжения являются генератор. Резервными источниками постоянного тока, при отказе генератора, служат два серебряно-цинковых аккумулятора, которые также могут быть использованы для приведения в действие электростартера при запуске двигателей в случае невозможности подключения аэродромного питания.
Бортовое радиоэлектронное оборудование (БРЭО) — радиосистемы ближней навигации, подсистема воздушный сигналов, радиовысотомер, радиокомпас, приёмочно-передающие радиостанции, система «свой-чужой», приёмник предупреждения об электромагнитном излучении и др.

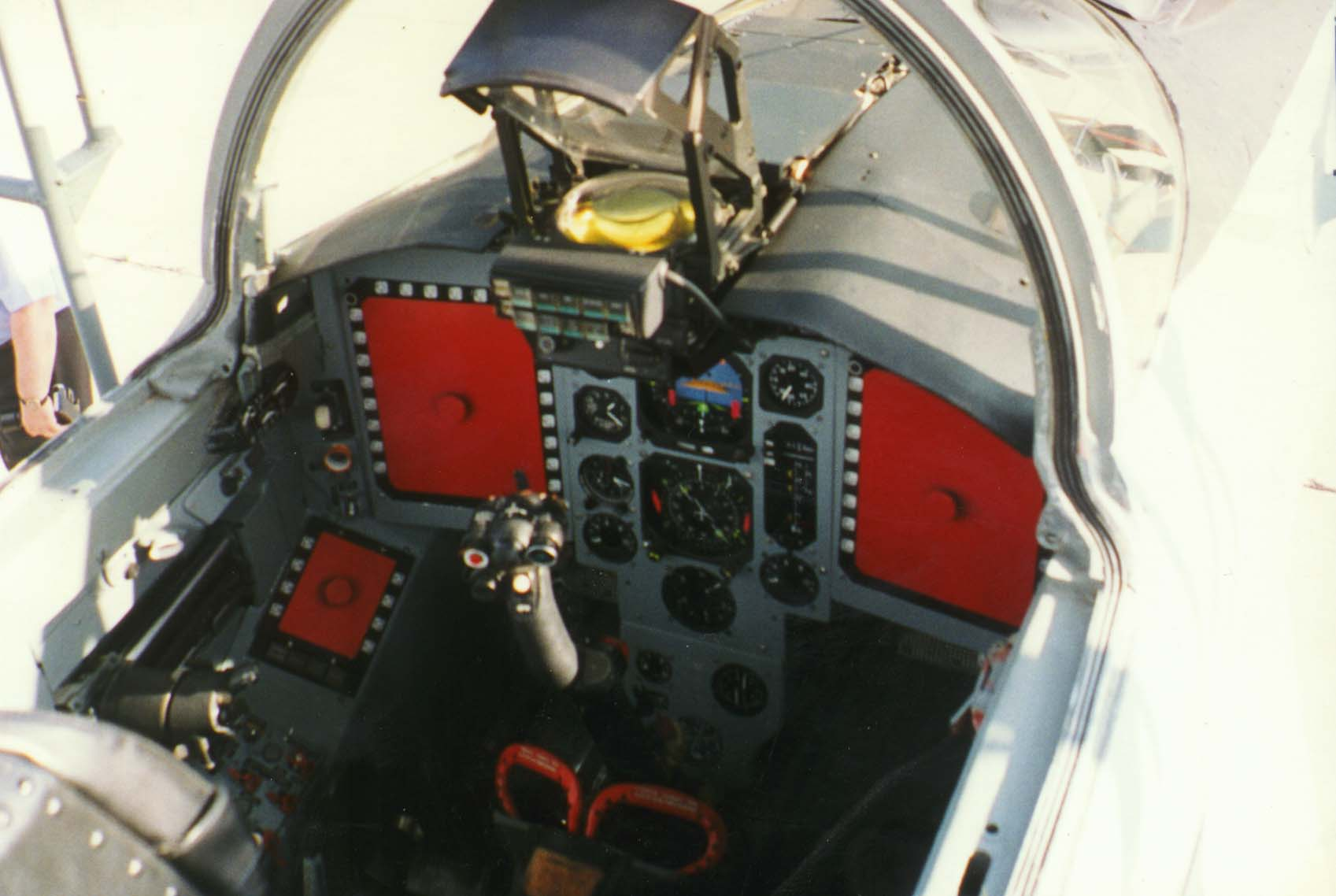
МиГ-29М

Система управления вооружением СУВ-29 состоит из двух комплексов: радиолокационного прицельного комплекса средней дальности РЛПК-29 и оптико-электронного прицельно-навигационного комплекса малой дальности ОЭПрНК-29. РЛПК-29 (Н019) включает импульсно-доплеровскую РЛС, цифровой вычислитель серии Ц-100, устройство ввода-вывода и блоки преобразования информации. В состав ОЭПрНК-29 входят оптико-электронная прицельная система ОЭПС-29, система навигации СН-29, система управления оружием СУО-29М, цифровой вычислитель Ц-100, система единой индикации СЕИ-31, фотоконтрольный прибор ФКП-ЕУ и многофункциональные пульты управления. В состав ОЭПС-29 входит квантовая оптико-локационная станция КОЛС, состоящая из теплопеленгатора и лазерного дальномера, и нашлемная система целеуказания «Щель-3УМ». Оптико-локационная станция обеспечивает более точное, чем РЛС, измерение угловых координат воздушной цели и определение дальности до неё.
МиГ-29 оснащён комплексом обороны, предназначенным для своевременного предупреждения лётчика об угрозе нападения, информирования о направлении возможной атаки, а также постановки помех системам наведения ракет противника. На самолёте устанавливается станция предупреждения о радиолокационном облучении СПО-15ЛМ «Берёза». Для защиты от средств поражения, имеющих тепловое наведение, имеется система создания пассивных помех, осуществляемых путём выброса ложных тепловых целей в виде отстреливаемых патронов. 60 таких патронов размещаются в двух блоках выброса помех БВП-30-26М, установленных перед наплывами килей.
Вооружение — одноствольная пушка калибра 30 мм, с боезапасом 150 патронов. Управление стрельбой электрическое, дистанционное. Основой вооружения самолёта являются управляемые ракеты «воздух-воздух». Ракеты подвешиваются на шести подкрыльевых пилонах. Бомбардировочное вооружение самолёта включает авиабомбы калибра 250 и 500 кг, зажигательные баки и малогабаритные осколочные авиабомбы и мины. Всего предусмотрено 44 варианта подвески вооружения.

## Модификации
- МиГ-29 (9-12) — первая серийная модификация МиГ-29, поступившая в войска в 1983 году. Масса боевой нагрузки — 2000 кг.

- - МиГ-29 (9-12А) — экспортная модификация в варианте «А», поставлявшаяся в страны Варшавского договора.
  - МиГ-29 (9-12Б) — экспортная модификация в варианте «Б», поставлявшаяся в развивающиеся страны.
  - MiG-29G (German) (9-12G)/MiG-29GT (German Trainer) (9-51G) — модернизированные в соответствии со стандартами НАТО МиГ-29 (9-12А) и МиГ-29УБ (9-51) ВВС Германии. Модернизация была проведена силами MiG Aircraft Product Support GmbH (MAPS), совместным предприятием, созданным Московским авиационным производственным объединением МиГ и Daimler-Benz Aerospace AG в 1993 году. На самолётах МиГ-29G и МиГ- 29GT по стандартам НАТО доработаны идентификационные и навигационные системы (установлены приёмники спутниковой навигационной системы), проведена доработка двигателей. Доработка топливной системы позволяет осуществлять подвеску на подкрыльевые пилоны двух дополнительных топливных баков ёмкостью по 1150 л, что обеспечивает истребителям беспосадочные перелёт через Атлантику. Все надписи в кабине были переведены с русского языка на английский.
  - МиГ-29СД (9-12СД) — экспортный вариант для Королевских ВВС Малайзии, где самолёт получил название MiG-29N. Самолёт оснащён системой дозаправки топливом в полёте, а в номенклатуру вооружения включены новые управляемые ракеты средней дальности РВВ-АЕ. По контракту от 7 июня 1994 года Малайзия получила 18 истребителей МиГ-29, включая два учебно-боевых МиГ-29УБ (9-53А, MiG-29NUB). Первые МиГ-29 прибыли в Малайзию в апреле 1995 года, а последнюю машину доставили 5 июня того же года.
  - МиГ-29АС (9-12СД) — модернизация МиГ-29 (9-12A) ВВС Словакии до уровня МиГ-29СД, с изменённым БРЭО. Модернизировано 10 машин. В Словакии обозначаются как MiG-29AS.
  - МиГ-29УБС (9-53А) — модернизированные МиГ-29УБ (9-51) ВВС Словакии, аналогичны малайзийским MiG-29NUB. Модернизировано 2 машины. В Словакии обозначаются как MiG-29UBS.
  - MiG-29 Sniper — румынская модернизация МиГ-29 (9-12А). Модернизацию проводили компании Aerostar Bacău (Румыния), DASA (Германия) и Elbit Systems (Израиль). Самолёт обладал улучшенными боевыми характеристиками и более совершенными бортовыми системами, которые соответствовали стандартам НАТО/ИКАО. Первый полёт доработанный самолёт совершил 5 мая 2000 года, но программа модернизации была закрыта в 2001 году. В настоящее время единственный MiG-29 Sniper — экспонат Национального музея авиации[11][12].
  - MiG-29UPG (9-20)/MiG-29UPG-UB (9-53) — модернизация МиГ-29 (9-12Б) и МиГ-29УБ (9-51) для ВВС Индии. Включает монтаж дополнительного конформного надфюзеляжного топливного бака[англ.] и оборудования для дозаправки в воздухе, установку двигателей РД-33 серии 3М, инерциальной навигационной системы французской фирмы Thales, РЛС «Жук-М2Э», оптико-локационной станции ОЛС-УЭМ, нашлемной системы целеуказания израильской компании Elbit, обновление радионавигационных систем, а также новую «стеклянную кабину» с многофункциональными ЖК-дисплеями. Номенклатура вооружения расширена ракетами Х-29Т/Л, Х-31А/П и Х-35. Первый модернизированный самолёт поднялся в небо 4 февраля 2011 года[13]. MiG-29UPG-UB (9-53) является версией МиГ-29УБМ (9-53) для ВВС Индии.
- МиГ-29УБ (9-51) — двухместный учебно-боевой истребитель. Самолёт начал поступать в строевые части в 1985 году. Чтобы разместить вторую кабину для инструктора без существенного изменения конструкции фюзеляжа, пришлось отказаться от бортовой РЛС.
  - МиГ-29УБТ (9-51Т) — модернизированный учебно-боевой истребитель с РЛС «Оса-2», расширенной номенклатурой управляемого вооружения и увеличенным запасом топлива. От МиГ-29УБТ (9-52) отличается только отсутствием оборудования для дозаправки топливом в полёте. Был создан в одном опытном экземпляре путём переделки из серийного МиГ-29УБ (9-51).
  - МиГ-29УБТ (9-52) — модернизированный учебно-боевой истребитель с РЛС «Оса-2», расширенной номенклатурой управляемого вооружения и увеличенным запасом топлива. А также оборудованием для дозаправки топливом в полёте. Был создан в одном опытном экземпляре путём переделки из серийного МиГ-29УБ (9-51).
  - МиГ-29УБМ (9-53) — Модернизированные учебно-боевые истребители аналогичные истребителям МиГ-29СМТ. МиГ-29УБМ (9-53А) предназначены для поставок на экспорт, а МиГ-29УБМ(Р) (9-53Р) предназначены для поставок Министерству обороны Российской Федерации.
- МиГ-29 (9-13) — вторая серийная модификация для советских ВВС. Начал поступать в войска в 1986 году. На экспорт не поставлялся. От модификации 9-12 отличается наличием встроенной станции РЭБ «Гардения», увеличенным внутренним запасом топлива, а также возможностью подвески под крылом двух топливных баков (в модификации 9-12 был только подфюзеляжный подвесной топливный бак). Масса боевой нагрузки возросла до 3200 кг.
  - МиГ-29Л (9-13Л) — лицензионная версия истребителя МиГ-29 (9-13) для Индии, которая должна была производится на индийском авиазаводе в городе Насик. Но в итоге Индия отказалась от дальнейшего продолжения проекта. Был изготовлен лишь один опытный самолёт, который сейчас находится на хранении в Кубинке.
    - МиГ-29С (9-13С) — третья серийная модификация для советских ВВС. В номенклатуру вооружения включены новые управляемые ракеты средней дальности РВВ-АЕ, а у РЛС появился режим одновременной атаки двух воздушных целей. Масса боевой нагрузки увеличена до 4000 кг. Испытания завершились в сентябре 1991 г. Выпущенные в 1992—1993 годах 16 истребителей МиГ-29С стали последними самолётами этого типа, поступившими на вооружение отечественной авиации. Это было связано с прекращением закупки Министерством обороны России самолётов МиГ-29.

  - МиГ-29С (9-12С) — Вариант модернизации истребителей МиГ-29 (9-12) созданный для ВВС СССР. Аналог МиГ-29С (9-13С) на планере типа 9-12.
  - МиГ-29СЭ (9-12СЭ) — Вариант модернизации истребителей МиГ-29 (9-12) всех версий созданный преимущественно для иностранных заказчиков. Аналог МиГ-29СЭ (9-13СЭ) на планере типа 9-12.
  - МиГ-29СЭ (9-13СЭ) — вариант МиГ-29С для поставок на экспорт.
  - МиГ-29СМ (9-12СМ) — модернизация МиГ-29. Добавлена возможность применения высокоточного управляемого оружия класса «воздух-поверхность», что позволило сделать истребитель многоцелевым. Самолёты могут производиться как с нуля, так и модернизироваться из старых МиГ-29 (9-12) всей серии.
  - МиГ-29СМ (9-13СМ) — модернизация МиГ-29С. Добавлена возможность применения высокоточного управляемого оружия класса «воздух-поверхность», что позволило сделать истребитель многоцелевым. Самолёты могут производиться как с нуля, так и модернизироваться из старых МиГ-29 (9-13) всей серии.
    - МиГ-29СМП (9-13СМП) — экспортная версия МиГ-29СМ для ВВС Перу. 8 машин были переоборудованы из ранее поставленных истребителей МиГ-29 (9-13).
      - МиГ-29СМТ (9-17) — модернизированный вариант истребителя МиГ-29СМ с принципиально новым комплексом бортового оборудования, расширенной номенклатурой вооружения и увеличенной дальностью полёта[14].
      - МиГ-29СМТ (9-18) — Самолёт МиГ-29СМТ (тип. 9.18) одноместный сверхзвуковой многоцелевой истребитель предназначенный для экспорта, модернизированный вариант МиГ-29 с новым комплексом БРЭО и расширенной номенклатурой вооружения. Сконструирован таким образом, что может быть получен путём модернизации ранее выпущенных машин МиГ-29. По планеру тип 9.18 переделывается из типа 9.12, а тип 9.19 — из типа 9.13. МиГ-29СМТ (тип 9.18) внешне мало отличается от МиГ-29 (тип 9.12). Основное отличие состоит в установке РЛС «Жук-МЭ» и современного оборудования кабины с открытой архитектурой. На самолётах также устанавливается система дозаправки в воздухе.
      - МиГ-29СМТ (9-19) — Самая совершенная модификация МиГ-29СМТ. Существует две версии истребителя: МиГ-29СМТ (9-19А) для экспортных поставок и МиГ-29СМТ(Р) (9—19Р) для поставок Министерству Обороны России. Самолёты могут производиться как с нуля, так и модернизироваться из старых МиГ-29 (9-13).

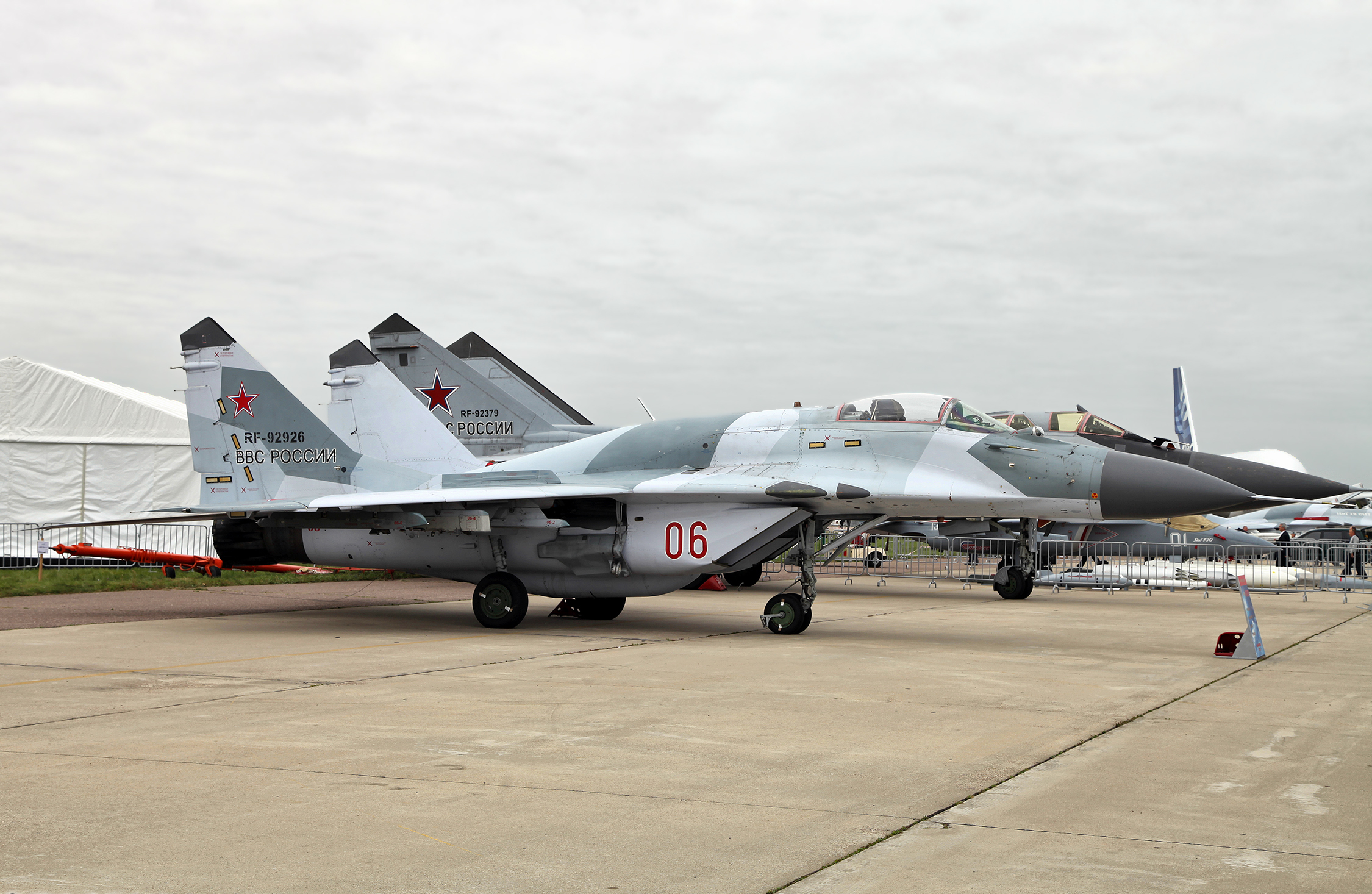
МиГ-29СМТ

  - МиГ-29БМ (9-11) — белорусская модернизация МиГ-29 (9-13). Установлены средства дозаправки в воздухе, станция спутниковой навигации и доработана РЛС для применения управляемого МиГ-29СМТвооружения класса «воздух-поверхность».
  - МиГ-29МУ1 — украинская модернизация МиГ-29 (9-13), которую с 2009 года осуществляет Львовский государственный авиационно-ремонтный завод.
  - МиГ-29МУ2 — украинская модернизация МиГ-29 (9-13), является дальнейшей модернизацией МиГ-29МУ1, созданной Львовским государственным авиационно-ремонтным заводом. В отличие от МиГ-29МУ1, МиГ-29МУ2 имеет возможность применения управляемого авиационного вооружения класса «воздух-поверхность». Первый полёт модернизированный истребитель совершил в декабре 2019 года.
- МиГ-29 (9-14) — опытный многоцелевой фронтовой истребитель на базе МиГ-29 (9-12) со специальным оборудованием для обнаружения и распознавания наземных целей и наведения на них авиационных управляемых средств поражения. Самолёт отличался новой СУВ, в которую была включена лазерно-телевизионная прицельная система «Рябина» в подвесном контейнере. Состав вооружения дополнен управляемыми средствами поражения класса «воздух-поверхность» — ракетами Х-25МЛ, Х-25МП, Х-29Л, Х-29Т и Х-31П, корректируемыми бомбами КАБ-500Кр и КАБ-500Л. Максимальная бомбовая нагрузка возросла до 4500 кг.
- МиГ-29М (9-15) — многофункциональный истребитель поколения «4+». В номенклатуру вооружения включены управляемые ракеты класса «воздух-поверхность». Количество точек подвески под крылом увеличилось с 6 до 9; масса полезной нагрузки увеличилась с 4000 до 4500 кг. В 1986—1991 построен один опытный экземпляр № 151 и пять самолётов: № 152, 153, 154, 155 и 156. МиГ-29М успешно прошёл лётно-конструкторские испытания и первый этап государственных совместных испытаний, и в 1991 г. заказчик выдал предварительное заключение на запуск его в серийное производство. Однако в 1992 г. были прекращены закупки МиГ-29 для ВВС России. Госиспытания МиГ-29М пришлось прервать. Экспортная версия самолёта МиГ-29МЭ (9-15Э) также имела маркетинговое название МиГ-33.
  - МиГ-29ОВТ (9-15) — опытный вариант с отклоняемым вектором тяги. Создан в 2001 году на базе истребителя МиГ-29М с бортовой бортовым номером 156 (6-й лётный экземпляр).
  - МиГ-29М2 (9-15Д) — двухместный вариант МиГ-29М (9—15). Создан в 2001 году на базе истребителя МиГ-29М с бортовым номером 154 (4-й лётный экземпляр). Многофункциональный истребитель поколения «4++» с повышенной дальностью полёта, увеличенной боевой нагрузкой и расширенной номенклатурой бортового вооружения.
  - МиГ-29М (9-41С) — проект сухопутной версий МиГ-29К (9-41). Предлагался ВВС Индии в рамках объявленного Индией тендера на многофункциональный боевой самолёт средней массы (Medium Multi-Role Combat Aircraft, MMRCA).
  - МиГ-29М2 (9-47С) — Сухопутная версия МиГ-29КУБ (9-47). В 2006 году на базе этой машины создали самолёт-демонстратор многофункционального истребителя МиГ-35Д в рамках объявленного Индией тендера на многофункциональный боевой самолёт средней массы (Medium Multi-Role Combat Aircraft, MMRCA).
  - МиГ-29М (9-61) — модернизированный для соответствия современным стандартам МиГ-29М (9-15). Предназначаются только для экспорта.
  - МиГ-29М2 (9-67) — модернизированный для соответствия современным стандартам МиГ-29М2 (9-47С). Предназначаются только для экспорта.
  - МиГ-29МШ (9-15Ш) — проект лёгкого сверхзвукового штурмовика. По сравнению с МиГ-29М конструкция отличалась различными усилениями, в том числе бронированной кабиной. Среди аэродинамических изменений предполагалось использование переднего горизонтального оперения с характерным аэродинамическим «клыком». Машину планировалось оснастить прицельным подвесным контейнером («Веер» или «Ход-М»). Проект реализован не был.
- МиГ-29Э (9-21, «Скиф») — опытный самолёт для отработки элементов бортового цифрового комплекса БЦК-29, в частности нового информационного комплекса высотно-скоростных параметров, перспективного радионавигационного оборудования, а также каналов информационного обмена на основе волоконно-оптических линий связи.
- МиГ-29КВП (9-18) опытный самолёт для отработки трамплинного взлёта и аэрофинишёрной посадки на наземном комплексе «Нитка» в интересах создания корабельного истребителя МиГ-29К. Переоборудован летом 1982 г. из 7-го лётного экземпляра МиГ-29 типа 9-12. 21 августа 1982 г. лётчик-испытатель А. Г. Фастовец выполнил на нём первый взлёт с наземного трамплина Т-1. Самолёт МиГ-29КВП демонстрировался на первом Московском авиашоу в 1992 г. — предшественнике ставшего традиционным МАКС в Жуковском. В настоящее время самолёт хранится в музее ВВС в Монино.
  - МиГ-29К (9-31) — многофункциональный истребитель корабельного базирования поколения «4+». Создан на базе самолёта МиГ-29М (9-15), степень унификации с которым составляет 80-85 %. Построено два опытных экземпляра № 311 и № 312. Лётчик-испытатель Т. О. Аубакиров 1 ноября 1989 года выполнил на МиГ-29К № 311 первый в истории ВМФ России взлёт с палубы ТАВКР «Тбилиси» (с 1991 года — «Адмирал Флота Советского Союза Кузнецов»). В связи с началом серийного производства корабельных истребителей Су-27К и отказом от строительства новых авианесущих кораблей, работы по теме МиГ-29К в начале 1990-х годов были приостановлены.
    - МиГ-29К (9-41) — многофункциональный истребитель корабельного базирования. Построен на основе проекта МиГ-29К (9-31) с учётом части наработок про проекту МиГ-29М (9-61) и МиГ-29UPG (9-20). В частности, использование композитных материалов. Эта модификация состоит на вооружении МА ВМФ России и МА Военно-морских сил Индии.
      - МиГ-29КУБ (9-47) — корабельный двухместный учебно-боевой истребитель. Построен на основе МиГ-29К (9-41). Эта модификация состоит на вооружении МА ВМФ России и МА Военно-морских сил Индии.

## Эксплуатация

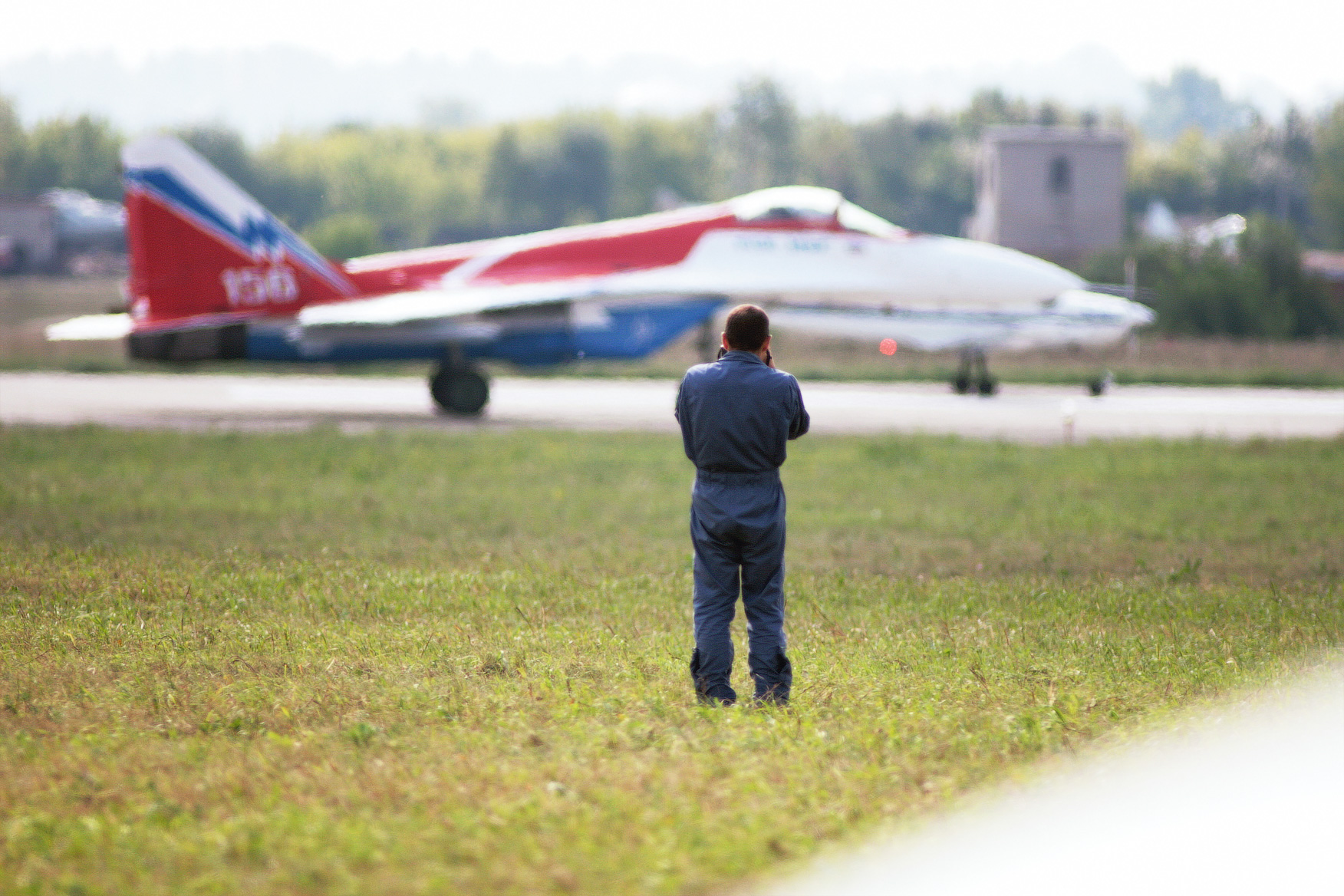
Пилот «Патруль де Франс» делает снимки МиГ-29М/ОВТ на авиасалоне МАКС-2007

В ВВС и Морской авиации ВМФ России около 200 МиГ-29 различных модификаций.
На январь 2016 года в строевых полках ВВС РФ не осталось МиГ-29 («советских») серий 9-12 и 9-13.
Генконструктор Объединённой авиастроительной корпорации (ОАК) Сергей Коротков заявил журналистам, что успешное применение новейших российских истребителей МиГ-29СМТ в Сирии подтвердило их надёжность и эффективность. Он отметил, что за два с половиной месяца эксплуатации самолёты совершили более 140 боевых вылетов с целью уничтожения инфраструктуры террористов. По словам Короткова, МиГ-29СМТ в Сирии «выполняли боевые задачи по поражению баз террористов как автономно, так и в совместных операциях с самолётами Су-34 и Су-35». Кроме того, он добавил, что МиГ-29СМТ также выполняли задачи по сопровождению бомбардировщиков Ту-22М3.
Программа освоения МиГ-29СМТ будет продолжена, в том числе с целью проверки эффективности поражения новыми и перспективными системами вооружения. Полученный в Сирии опыт будет учтён в эксплуатации данных самолётов, а также внедрён в рамках разработки новых авиационных комплексов марки «МиГ», в том числе МиГ-35.

## Поставки в ВС России истребителей МиГ-29 новых модификаций

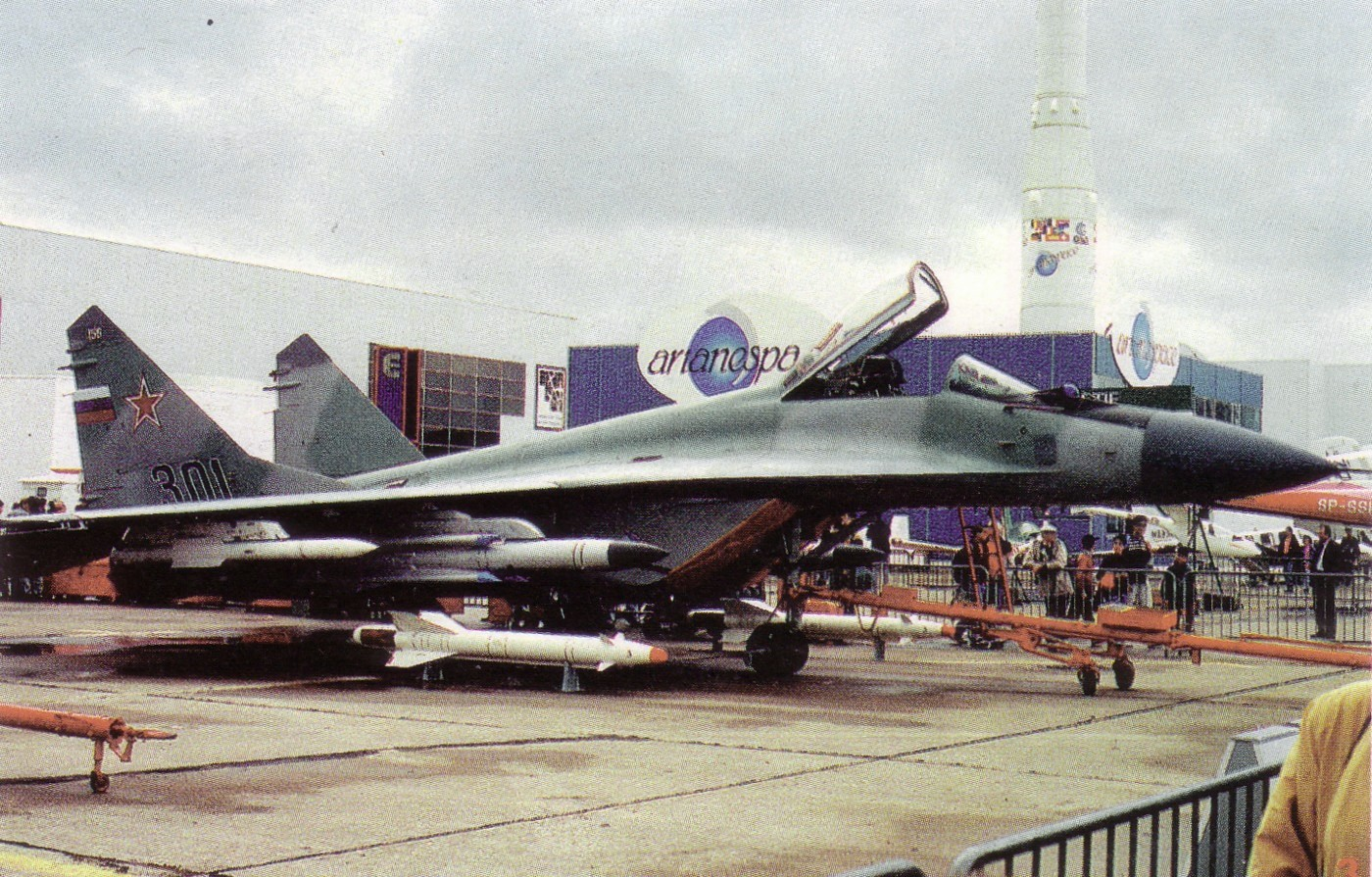
МиГ-33 (или МиГ-29М) — дальнейшее развитие МиГ-29

По заявлениям в прессе Министерства обороны РФ (2009 −2016 г):
- 2009 г. (МиГ-29СМТ — 28 ед., МиГ-29УБМ — 6 ед.)
- 2013 г.(МиГ-29К — 2 ед., МиГ-29КУБ — 2 ед.)
- 2014 г. (МиГ-29К — 8 ед., МиГ-29КУБ — 2 ед.)
- 2015 г. (МиГ-29СМТ — 4 ед., МиГ-29УБМ — 2 ед., МиГ-29К — 10 ед.)
- 2016 г. (МиГ-29СМТ — 8 ед.).

## Места дислокации (Россия)

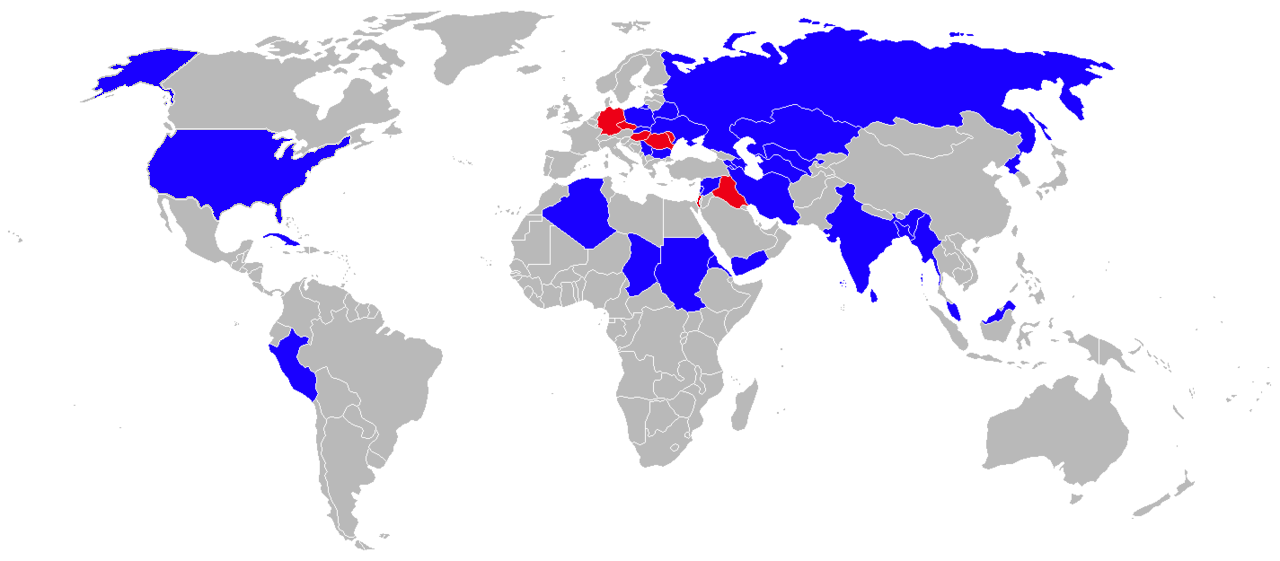
Страны-эксплуатанты МиГ-29.Красным цветом обозначены страны, в которых МиГ-29 состоял на вооружении ранее

- 14-й гвардейский истребительный авиационный полк (МиГ-29СМТ (9-19), 9-51) — аэродром Халино (Курск) (в 2017 году начал перевооружаться на Су-30СМ).
- 116-й УЦБП — учебный центр боевого применения ВВС (9-12, 9-13, 9-19, 9-53) — аэродром Приволжский (в настоящее время перевооружается на МиГ-29СМТ/ УБТ по контракту на 16 СМТ и 2 УБТ).
- 234-й ЦПАТ Пилотажная группа «Стрижи» (9-12, 9-13, 9-51) — аэродром Кубинка.
- 713-й учебный авиаполк (входящий в состав 783-го учебного центра) — аэродром Армавир.
- 968-й исследовательский истребительный авиаполк (аэродром Липецк) МиГ-29 (9-13), МиГ-29УБ (9-51), МиГ-29 СМТ/УБТ (3 штуки)
- 3624-я авиабаза Эребуни (9-13, 9-13С, 9-51) — Ереван, Армения (перевооружается на 9-19 и 9-53, освобождающиеся из Курска).

## На вооружении
По состоянию на 2023 год, в 22 странах мира эксплуатируется 657 истребителей МиГ-29 различных модификаций. Ввиду морального и технического устаревания модели контракты на постройку и поставку новых самолётов не заключались длительное время. Основными эксплуатантами самолёта являются страны Африки и Азии.

### Современные операторы
- Россия
  - Морская авиация — 19 МиГ-29К, 3 МиГ-29КУБ на вооружении по состоянию на 2024 год[16]
    - Северный флот ВМФ России — 19 МиГ-29К, 3 МиГ-29КУБ на вооружении по состоянию на 2024 год[16]

  - Военно-воздушные силы — 70 МиГ-29 и МиГ-29УБ, 14 МиГ-29СМТ, 2 МиГ-29УБТ на вооружении по состоянию на 2024 год[17]
    - 4-я гвардейская армия ВВС и ПВО — 12 МиГ-29, по состоянию на 2023 год[18]

Старые модификации постепенно выводятся из состава ВКС. Идёт перевооружение на новые модели, например, на МиГ-29СМТ и Су-30CM. Модернизация истребителей старой постройки признана нецелесообразной в связи с физическим износом и коррозией.
- Азербайджан
  - ВВС Азербайджана — 11 МиГ-29 и 3 МиГ-29УБ, по состоянию на 2024 год[24]
- Алжир
  - ВВС Алжира — 14 МиГ-29М/М2, по состоянию на 2024 год[25]
- Бангладеш
  - ВВС Бангладеш — 6 МиГ-29 и 2 МиГ-29УБ, по состоянию на 2024 год[26]
- Беларусь
  - ВВС Беларуси — 18 МиГ-29/МиГ-29С/МиГ-29УБ на вооружении и ещё 16 на хранении, по состоянию на 2024 год[27]
- Болгария
  - ВВС Болгарии — 11 МиГ-29А и 3 МиГ-29УБ по состоянию на 2024 год[28]
- Египет
  - ВВС Египта — 41 МиГ-29М/М2, по состоянию на 2024 год[29]
- Индия
  - ВВС Индии — 42 МиГ-29, 12 МиГ-29UPG и 7 Миг-29УБ, по состоянию на 2024 год[30]
  - ВМС Индии — 42 МиГ-29 К/КУБ, по состоянию на 2024 год[31]
- Иран
  - ВВС Ирана — 35 МиГ-29А/УБ, по состоянию на 2024 год[32]
- Казахстан
  - ВВС Казахстана — 12 МиГ-29 и 2 МиГ-29УБ на 2024 год (все на хранении, выставлены на продажу)[33]
- КНДР
  - ВВС КНДР — не менее 18 МиГ-29А/С/УБ, по состоянию на 2024 год[34]
- Монголия
  - ВВС Монголии — 6 МиГ-29УБ, по состоянию на 2024 год[35]
- Мьянма
  - ВВС Мьянмы — 11 МиГ-29, 6 Миг-29СЭ, 10 МиГ-29СМ и 5 Миг-29УБ, по состоянию на 2024 год[36]
- Перу
  - ВВС Перу — 9 МиГ-29 (9-13), 3 МиГ-29СЭ (9-13СЭ), 5 МиГ-29СМП (9-13СМП) и 2 МиГ-29УБМ, по состоянию на 2024 год[37]
- Польша
  - ВВС Польши — 11 МиГ-29А и 3 МиГ-29УБ на вооружении по состоянию на 2024 год[38]
- Сербия
  - ВВС Сербии — 3 МиГ-29, 3 МиГ-29УБ и 8 МиГ-29СЭ по состоянию на 2024 год[39]
- Сирия
  - ВВС Сирии — около 30 МиГ-29А/УБ/СМ, по состоянию на 2024 год[40]
- Судан
  - ВВС Судана — не более 20 МиГ-29СЕ и 2 МиГ-29УБ, по состоянию на 2024 год[41]
- Туркменистан
  - ВВС Туркменистана — 22 МиГ-29А/С и 2 МиГ-29УБ, по состоянию на 2024 год[42]
- Узбекистан
  - ВВС Узбекистана — 12 МиГ-29/МиГ-29УБ на вооружении и ещё 18 на хранении, по состоянию на 2024 год[43]
- Украина
  - ВВС Украины — по различным источникам от 24 до 47 единиц МиГ-29 по состоянию на 2024 год[44][45]
- Эритрея
  - ВВС Эритреи — 4 МиГ-29, 2 МиГ-29УБ и 2 МиГ-29СЭ, по состоянию на 2024 год[46]

### Статус неизвестен
- Куба
  - ВВС Кубы — В 1980-х годах Куба обратилась к Советскому Союзу с просьбой закупить МиГ-29. Представлены самолёты модернизированных МиГ-29 (9-12Б) и МиГ-29УБ (9-51). В итоге Куба планировала закупить в общей сложности 40 самолётов (предположительно 36 истребителей и 4 учебно-тренировочных), но из-за распада Советского Союза было поставлено 12 МиГ-29 (9-12Б). После этого добавились два МиГ-29УБ (9-51), но дальнейших пополнений не произошло. После этого сами кубинские ВВС постепенно пришли в упадок, а из-за разбора одних самолётов на запчасти для ремонта других количество работоспособных самолётов уменьшилось, их осталось всего 6. Один МиГ-29УБ передан в дар музею[47]. По состоянию на 2024 год, в ВВС осталось 2 МиГ-29 и 3 МиГ-29УБ, техническое состояние которых неизвестно[48].
- Ливия
  - Неизвестное количество МиГ-29 по состоянию на 2024 год[49]

### Бывшие операторы
- СССР:
  - Военно-воздушные силы — 700 единиц МиГ-29 по состоянию на 1991 год.[50]
  - Военно-воздушные силы ВМФ — 70 единиц МиГ-29 по состоянию на 1991 год.[51]
    -  Молдова — из 36 истребителей 86-го гвардейского истребительного полка Военно-воздушных сил Черноморского флота СССР которые находились на территории Молдавской ССР, 1 был продан Румынии, ещё 4 Йемену и 21 МиГ-29 за 40 млн долларов приобрели США в 1997 году[52], 2 истребителя были потеряны в авариях ещё в советское время, 2 истребителя были сбиты во время Приднестровского конфликта, оставшиеся 6 самолётов находятся в нелётном состоянии на авиабазе Дечебал (Маркулешты)[53].
- Венгрия — с 1993 года получено 28 самолётов (22 истребителя и 6 учебно-боевых, сумма сделки 800 млн долларов США) в счёт погашения долга СССР. В настоящее время МиГ-29 стоят на вооружении 59-й тактической авиабазы (59. «Szentgyörgyi Dezső» Harcászati Repülőbázis). 13 самолётов данного типа в 2007—2008 году прошли капитальный ремонт под контролем РСК «МиГ».[54] 21 декабря 2010 года правительство Венгрии объявило о намерении модернизировать и после этого выставить на аукцион последние двенадцать МИГ-29, оставшиеся на вооружении ВВС Венгрии. По состоянию на 2010 год, полёты на МИГ-29 год уже не осуществляются.[55]. Последний истребитель вышел из строя в декабре 2010 года.
- Немецкий МиГ-29 в 2003 году Германия — с 1988 года ГДР получила 24 самолёта (20 истребителей и 4 учебно-боевых). После объединения Германии эти самолёты находились на вооружении 73-й эскадры и прошли модернизацию. Один самолёт был потерян в аварии, а остальные (кроме одного, оставшегося в музее) сняты с вооружения и проданы Польше за символическую сумму в 1 евро за самолёт в 2003—2004 годах[56].

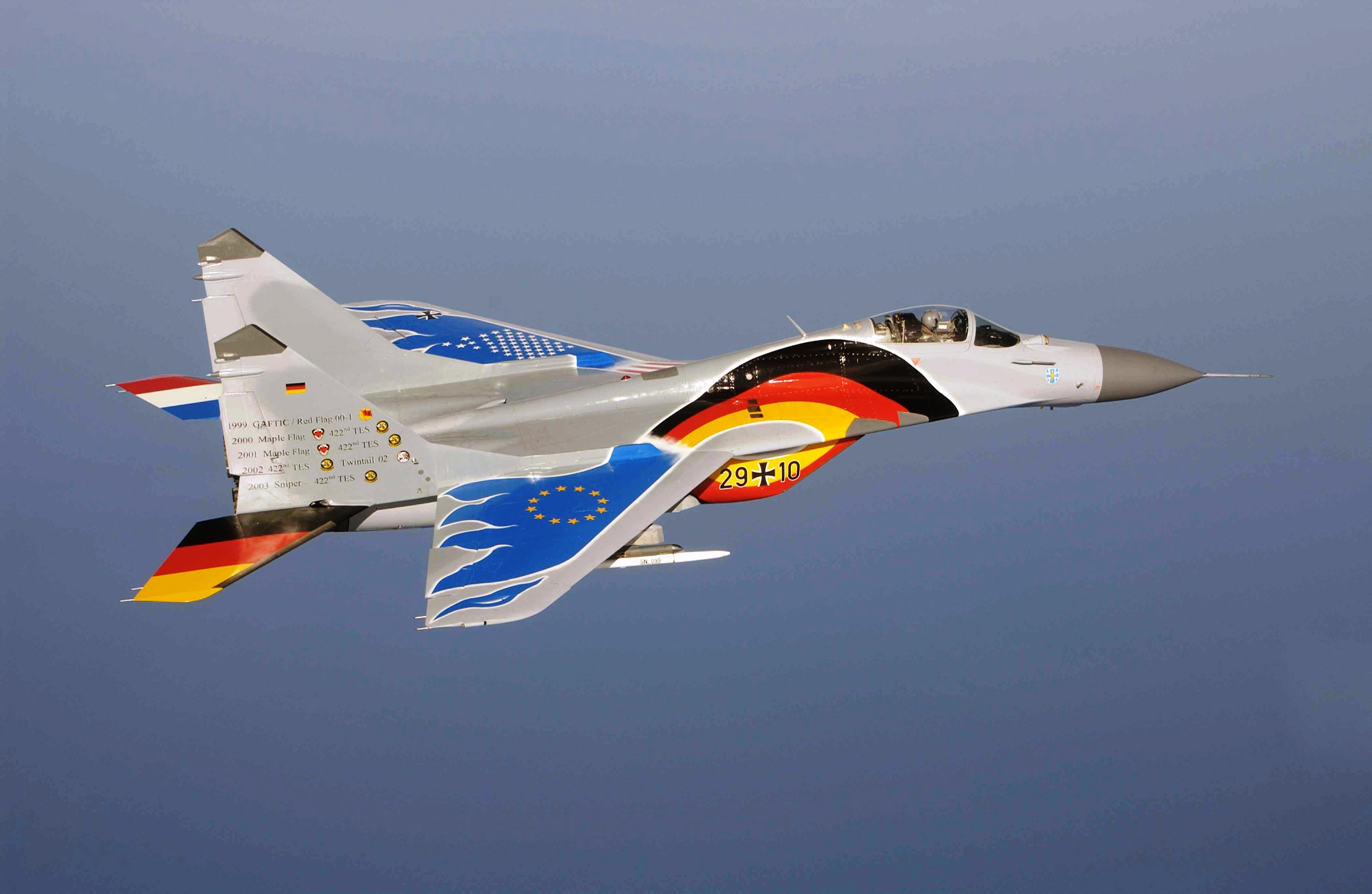
Немецкий МиГ-29 в 2003 году

- Ирак — Всего с 1987 года Ирак получил, по разным данным, 50 самолётов (42 МиГ-29(9-12Б) и 8 МиГ-29УБ(9-51)). Изначально шла закупка до 130 самолётов (круг разный, но 120 МиГ-29 (9-12Б) и 10 МиГ-29УБ (9-51)) шли, но закупку отменили из-за экономических санкций. Хотя значительная часть самолётов была потеряна в войне в Персидском заливе 1991 года (сбита в воздушном бою, уничтожена авиаударами по земле или перешла на сторону Ирана), некоторые самолёты оставались в эксплуатации до американской оккупации 2003 года. Самолёт, прилетевший в Иран, был передан в управление ВВС Ирана и используется до сих пор. Хотя ходят разговоры, что МиГ-29 (9-12А) был представлен, но это была спецификация для Варшавского договора, а 9-12Б фактически поставлялся на экспорт. Сбитый самолёт до сих пор брошен.
- Йемен — 18 МиГ-29СМ по состоянию на 2014 год[57]
- Малайзия — 8 МиГ-29Н и 2 МиГ-29НУБ на хранении, по состоянию на 2024 год[58]
- Румыния — в 1989—1994 гг. из СССР/России получено 18 МиГ-29 (9-12А) и 4 МиГ-29УБ (9-51). В 1992 г. из Молдовы получен 1 МиГ-29 (9-13)[59]. 2 Миг-29 (9-12А) и 1 МиГ-29УБ (9-51) разбились[12]. Самолёты стояли на вооружении с декабря 1989 по октябрь 2003 года[60][61].
- Чад — 1 МиГ-29С на хранении, по состоянию на 2024 год[62]
- Чехословакия — в 1989 году получено 20 самолётов (18 МиГ-29 истребителей и 2 учебно-боевых). После распада страны, в 1992, самолёты разделены поровну между Чехией и Словакией.
  -  Словакия — 10 МиГ-29АС, 2 МиГ-29УБС по состоянию на 2017 год[63], 13 самолётов переданы Украине в 2023 году[64]
  -  Чехия — после распада Чехословакии осталось 10 самолётов (9 истребителей и 1 учебно-боевой). В марте 1994 года в результате пожара была уничтожена единственная спарка чешских ВВС, после чего подготавливать новых пилотов МиГ-29 стало не на чем. В 1995 году 9 оставшихся истребителей переданы Польше в обмен на вертолёты W-3 Sokół[65].
- Югославия — в 1988—1989 году получено 18 самолётов, 16 МиГ-29 (9-12Б) и 2 МиГ-29УБ (9-51)[66].
  - Сербия и Черногория — унаследовала 16 МиГ-29, 6 из которых были уничтожены в 1999 году[67].

## Боевое применение

### Война в Персидском заливе(1991)

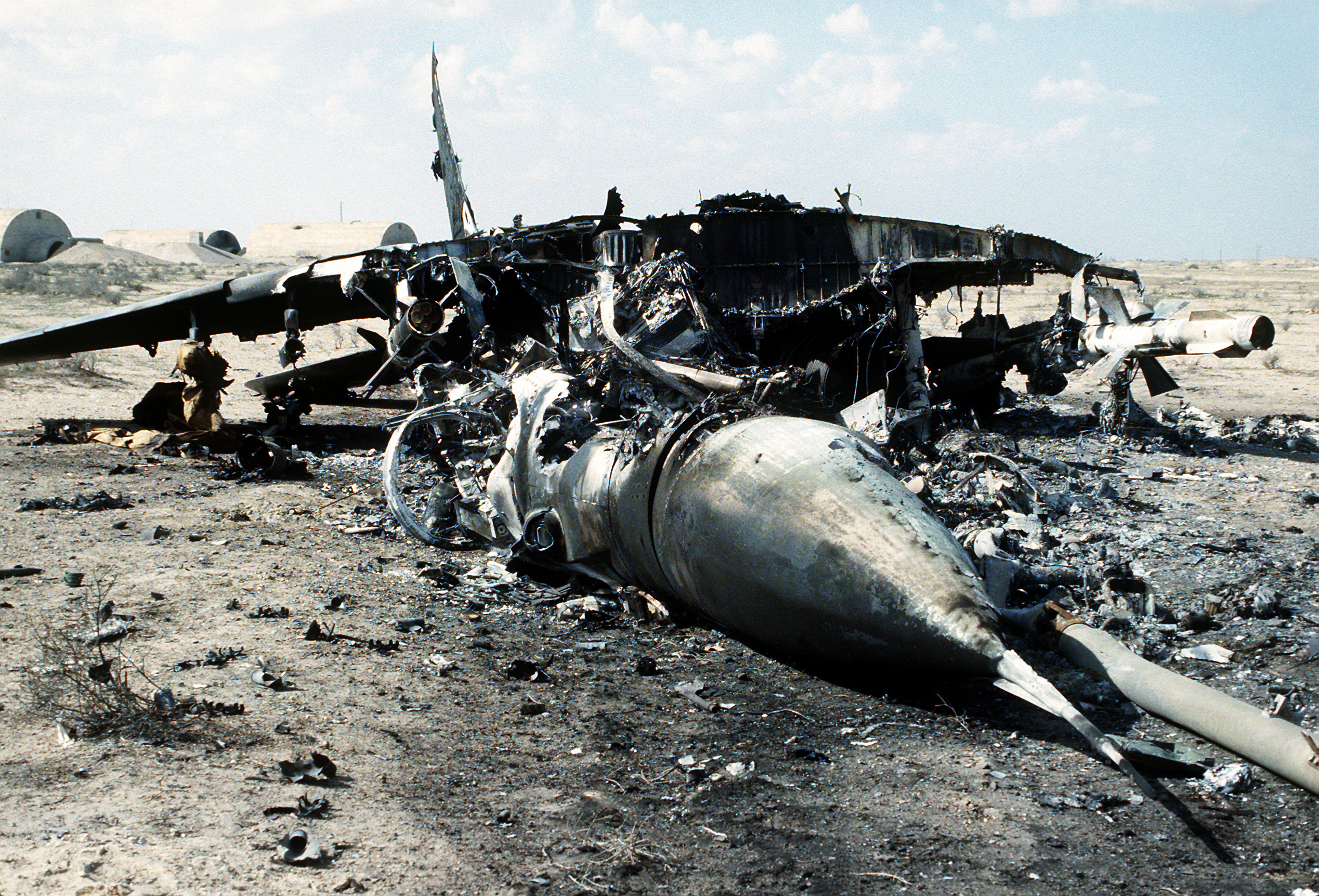
Иракский МиГ-29, уничтоженный в ходе операции «Буря в пустыне»

Значительную роль (возможно решающую) в боевой истории МиГ-29 сыграли события 1980-х, связанные с Адольфом Толкачёвым. Информация, переданная им, позволила США уверенно подавлять радиолокационные системы самолёта.
Решение о закупке МиГ-29 было принято Ираком в 1988 году, изначально планировалось закупить до 130 машин, однако падение цен на нефть и международная изоляция не позволили осуществить этот план. Первые самолёты прибыли весной 1990 года и базировались на авиабазе Талили.
На 1991 год МиГ-29 были самыми современными истребителями ВВС Ирака. В боеспособном состоянии находилось 33 боевых и 4 учебно-боевых истребителей МиГ-29. По данным Ирака, МиГи сбили два самолёта «Торнадо» и повредили B-52G (ракетой Р-27Р) и F-111F. Антииракская коалиция этих потерь от огня МиГ-29 не подтверждала, однако американские источники указывали что иракскими истребителями неизвестного типа было сбито 3 американских беспилотных самолёта, возможно МиГ-29 приняли в этом участие.
В первую ночь войны иракскими истребителями была перехвачена группа американских F-15E. Согласно свидетельствам американских пилотов, в ходе этого перехвата один из МиГ-29 случайно сбил своего товарища (МиГ-23МЛ).
17 января, согласно американским данным, F-15C(MSIP) № 85-0125, № 85-0107, № 85-0108 58-й эск. 33-го истреб. крыла ВВС США ракетами AIM-7M сбили 3 МиГ-29.
18 января F-15C(MSIP) № 85-0122 и № 85-0014 того же подразделения ВВС США сбили 2 МиГ-29, ракетой AIM-7M и в ближнем бою соответственно.
Ираком были подтверждены 3 потери МиГ-29 в воздушных боях из 5 заявленных. 17 января сбиты два МиГ-29 39-й иэ, пилоты майор Тарик Саид и капитан Мохаамед Саид погибли. В этот день ещё один МиГ-29 получил незначительные повреждения ракетой F-15 после чего пилот капитан Хелаль увёл истребитель на аэродром (американцы ошибочно приняли этот самолёт за сбитый). В ночь с 18 на 19 января МиГ-29, пилотируемый капитаном Джамилем Сайхудом атаковал группу самолётов «Торнадо», Сайхуд сбил один вражеский самолёт, после чего был атакован группой F-15 (иракский самолёт был один), в ходе воздушного боя иракский самолёт был сбит, пилот катапультировался. В этот день американцы заявляли ещё один сбитый «МиГ», иракцы отмечали что был один случай близкого пролёта ракеты возле МиГ-29, но самолёт никак не пострадал.
Кроме того, 4 самолёта перелетели в Иран (где и остались после войны) и какое-то число было потеряно на земле в результате авиаударов МНС.

### Конфликт в Приднестровье(1991—1992)
36 самолётов МиГ-29 86-го гвардейского истребительного авиаполка 119-й истребительной авиационной дивизии (с 1989 года в составе Черноморского флота) достались Молдове, после распада СССР. Попытка уничтожить мост через Днестр закончилась провалом, в результате бомбёжки погибли мирные жители. Один молдавский МиГ-29 по заявлениям приднестровской стороны был сбит зенитной ракетой, молдавские власти отрицают инцидент, заявляя только о повреждении самолёта.

### Эфиопо-эритрейская война(1998—2000)
После завершения первой фазы вооружённого конфликта в 1998 году Эритрея срочно начала перевооружать свои военно-воздушные силы, состоявшие на тот момент в основном из лёгких учебно-боевых самолётов. В Беларуси было закуплено в том числе несколько МиГ-29 (9-13), произведённых в 80-х годах. Однако МиГи встретили над Африканским Рогом достойного противника: практически одновременно ВВС Эфиопии закупили в России партию более современных Су-27СК, оснащённых более совершенным вооружением. В ходе двух раундов боёв, последовавших в 1999 и 2000 годах, российские истребители четвёртого поколения несколько раз встречались друг с другом в воздухе. Преимущество осталось на стороне более современных Су-27СК : они сбили по одному самолёту противника 25 и 26 февраля 1999 года, а также 16 мая 2000 года. Кроме того, в бою 16 мая один МиГ был тяжело повреждён и, возможно, не подлежал ремонту. Таким образом, в ходе конфликта было потеряно 3 или 4 МиГ-29.. По информации австрийского исследователя Тома Купера, за время боевых действий истребителям МиГ-29 удалось сбить три эфиопских МиГ-21, один МиГ-23БН и один Су-25.

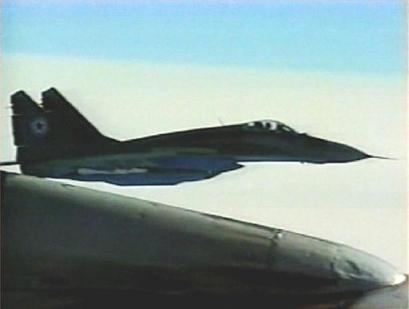
МиГ-29 ВВС КНДР перехватывает американский самолёт-разведчик RC-135S. 2 марта 2003 года

### Война в Югославии(1991—1999)
В сентябре 1991 года югославские истребители МиГ-29, наносили удары по хорватским аэродромам уничтожив по меньшей мере 4 легкомоторных самолёта, использующихся в качестве штурмовиков и разведчиков.
В 1999 году все 16 самолётов МиГ-29, имевшихся у Союзной Республики Югославия, были сведены в 127-ю истребительную эскадрилью 204-го истребительного авиаполка (аэродром Батайница возле Белграда). Они ограниченно использовались против авиации НАТО, совершив за весь период конфликта в общей сложности 11 боевых вылетов. В ходе вылетов на МиГ-29 периодически происходили отказы бортового оборудования, что затруднило ведение воздушных боёв и стало причиной послевоенного разбирательства. После того, как 4 мая в воздушном бою с американскими F-16 был сбит и погиб командир 127-й эскадрильи полковник Миленко Павлович, вылеты на перехват пилотируемых самолётов противника прекратились.
В ряде источников (в том числе у российского автора Владимира Ильина и аргентинского Диего Сампини) утверждается, что одной из них стало уничтожение 27 марта «самолёта-невидимки» F-117 и что эта победа была записана подполковнику Гвоздену Джукичу. Согласно данным официального сайта МО Сербии, F-117 был сбит зенитно-ракетной батареей под командованием Золтана Дани. Как сообщает сербская газета «Политика», «Гвозден Джукич» (серб. Гвозден Ђукић) — это боевой псевдоним, использовавшийся Золтаном Дани в ходе войны. По данным украинского исследователя Михаила Жирохова, в период 26—27 марта (когда был сбит F-117) МиГ-29 не выполнили ни одного боевого вылета. Согласно книге российского Центра анализа стратегий и технологий «Чужие войны», за время войны сербские МиГ-29 ни разу не сумели применить оружие по противнику.
Собственные потери оказались значительными: всего было потеряно 11 МиГ-29 (2/3 имевшегося количества), из которых 6 сбито в воздушных боях и 5 списано по разным причинам (в основном уничтожены на земле; подробную информацию о потерях югославских самолётов см. в Список потерь авиации сторон в ходе войны НАТО против Югославии). Погибли капитан 1-го класса Зоран Радославлевич и полковник Миленко Павлович; майорам Аризанову, Николичу, Тесановичу и подполковнику Перичу удалось благополучно катапультироваться. У всех участвовавших в боях МиГ-29 были зафиксированы, после взлёта, отказы различного бортового оборудования (в том числе РЛС, СПО-15); из-за неработающей аппаратуры сербские пилоты не могли определить направление атаки противника, что резко снижало шансы МиГ-29 в столкновениях с авиацией НАТО.

### Каргильская война(1999)
В ходе операций против кашмирских боевиков и подразделений пакистанской армии во время Каргильской войны в мае—июле 1999 года индийские МиГ-29 сопровождали истребители-бомбардировщики «Мираж» 2000, с которых применялись бомбы с лазерным наведением.

### Война в Грузии(2008)
Во время Пятидневной войны в августе 2008 года МиГ-29 совместно с Су-27 контролировали воздушное пространство в зоне боёв. Несколько раз вылетали на перехват воздушных целей.
20 апреля 2008 года над Абхазией был сбит грузинский беспилотный самолёт-разведчик Гермес 450 израильского производства. Беспилотный самолёт был сбит ракетой Р-73. По заявлению грузинской стороны, это был российский МиГ-29, взлетевший с аэродрома Гудаута. Замминистра обороны Абхазии Гарри Купалба заявил, что это сделал абхазский самолёт Л-39.
Возможно, 10 августа 2008 года над Гуфтой был сбит грузинский штурмовик Су-25.

### Конфликт в Дарфуре(2003—н.в.)
ВВС Судана получили несколько МиГ-29 в 2003—2004 годах, обязавшись при этом не использовать их в боевых действиях в Дарфуре, где продолжался межэтнический конфликт. Однако это обязательство не было выполнено, и в мае 2008 года (предположительно в ходе боёв 10 мая) дарфурским повстанцам удалось сбить один МиГ-29 в районе Омдурмана. Самолёт пилотировал бывший лётчик ВВС России, погибший при катапультировании.

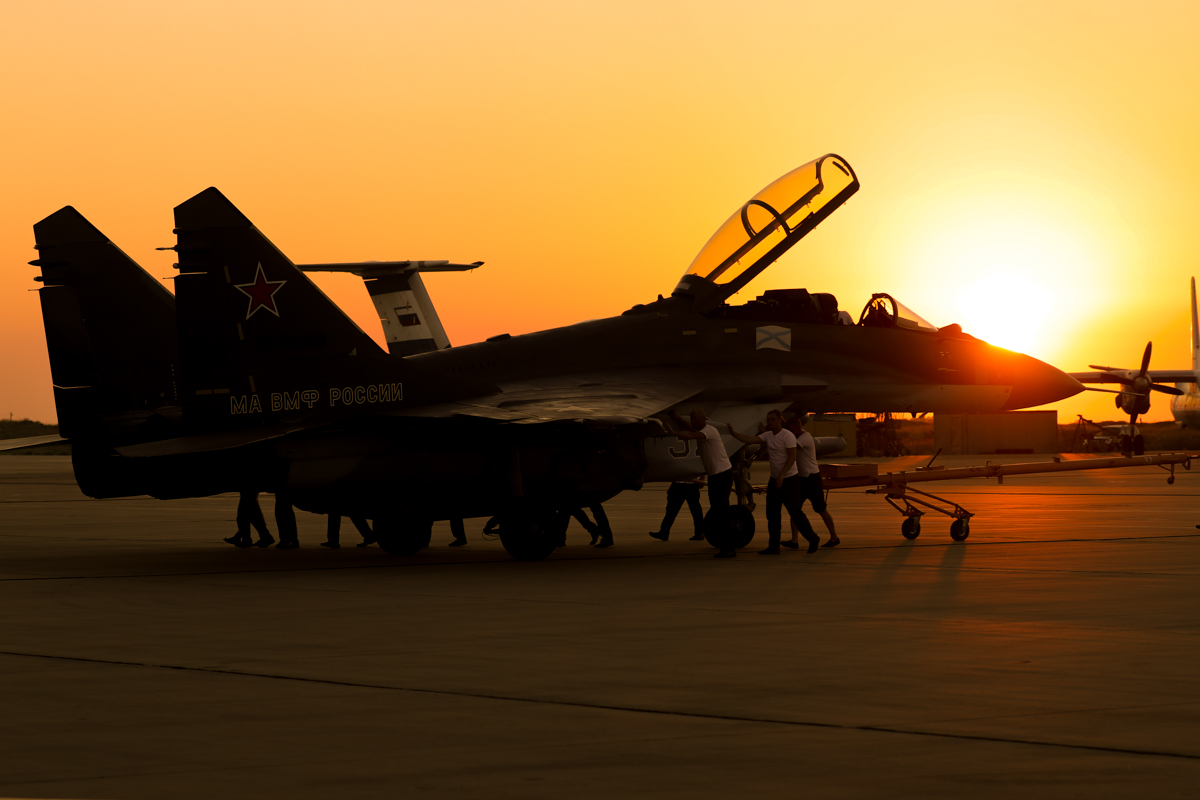
МиГ-29К

### Гражданская война в Сирии(2011—н.в.)
САВВС используют МиГ-29 в качестве истребителей-бомбардировщиков для ударов по наземным целям.
В сентябре 2017 года четыре МиГ-29СМТ ВКС России были доставлены в Сирию для участия в вооружённом конфликте на стороне правительственных войск. По данным газеты «Коммерсантъ» российские военные захотели проверить самолёт в боевых условиях. К середине сентября, утверждало издание, МиГ-29СМТ выполняли в основном разведывательные задачи. Однако как минимум один из четырёх самолётов использовался для бомбардировок позиций «Исламского государства». Также истребители МиГ-29К применялись с авианосца «Адмирал Кузнецов», один из них упал в море.

### Российско-украинская война
Российская оккупация Крыма
В ходе аннексии Крыма Российской Федерацией, российская сторона захватила 45 истребителей МиГ-29 ВВС Украины.
Война в Донбассе
В ходе боев в Донбассе в 2014 году ВВС Украины потеряли 2 самолёта МиГ-29: 7 и 17 августа 2014 года.
Вторжение России на Украину
Используется обеими сторонами. МиГ-29 ВВС Украины использовались для нанесения ударов по российским войскам в боях за аэропорт Антонов. В середине марта 2023 года Польша заявила о начале передачи своих МиГ-29 Украине.

### Другие эпизоды
Два йеменских МиГ-29 совершили несколько боевых вылетов во время короткой гражданской войны в Йемене в 1994 году.

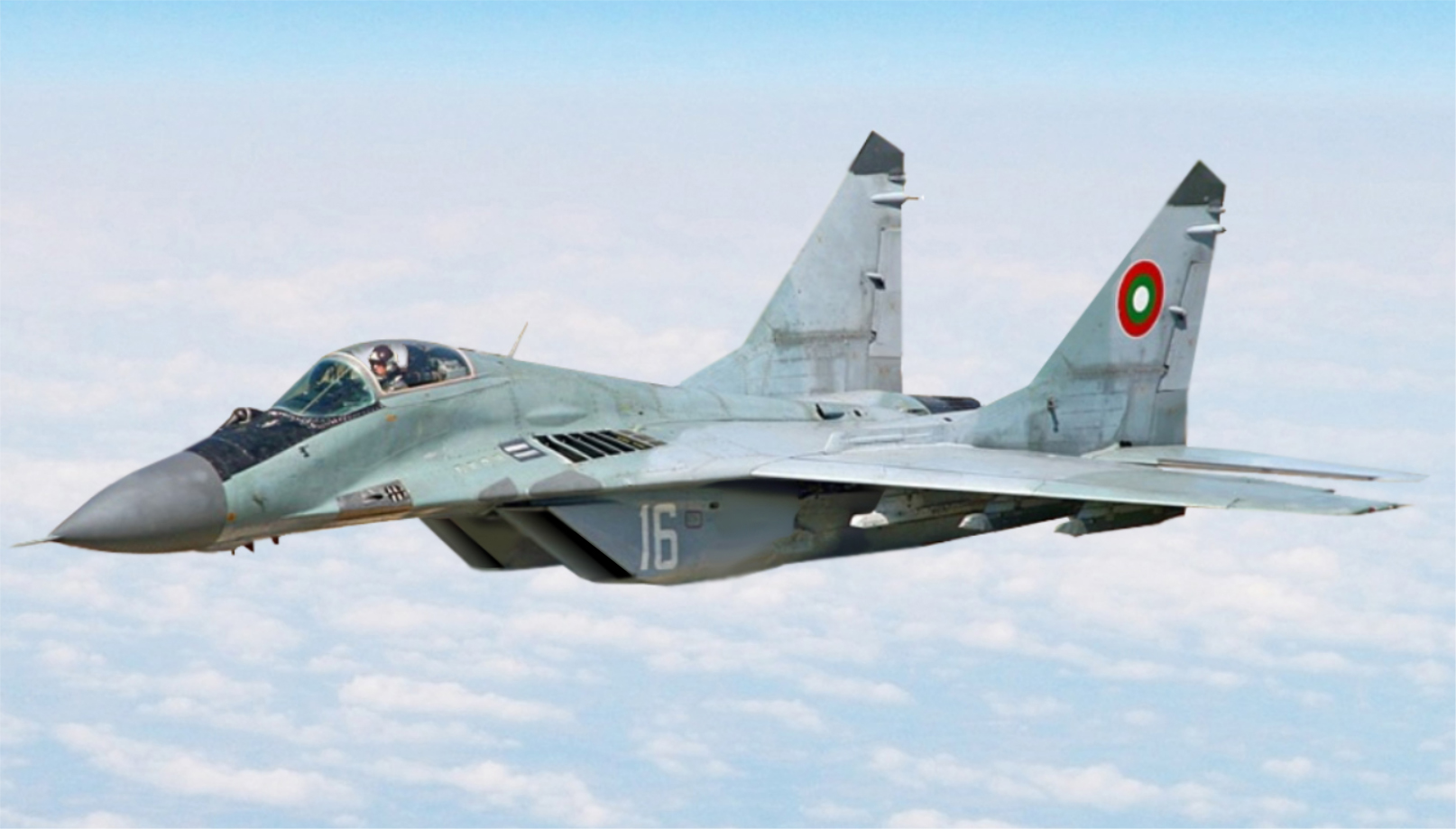
МиГ-29 ВВС Болгарии

Во время Первой чеченской войны российские МиГ-29 выполняли патрулирование воздушного пространства Чечни.
Один МиГ-29УБ ВВС Кубы участвовал в инциденте 24 февраля 1996 года, когда были сбиты два лёгких самолёта Сессна-337 частной организации «Братья-спасатели», базирующейся в США. Эти самолёты выполняли поиск плавсредств с кубинскими эмигрантами во Флоридском проливе. Существуют противоречивые данные относительно того, вторгались ли «Сессны» в воздушное пространство Кубы или нет, но они были перехвачены истребителями МиГ-23 и МиГ-29. После ряда сигналов одиночный МиГ-29УБ сбил самолёты-нарушители двумя ракетами Р-73.
Согласно заявлениям некоторых западных источников (израильтяне об этом случае никогда не заявляли) 2 июня 1989 года израильские F-15 при неизвестных обстоятельствах сбили два сирийских истребителя МиГ-29. Исследователи высказывали сомнения в достоверности данного эпизода. Согласно этим же источникам ещё два МиГ-29 были сбиты «Иглами» 14 сентября 2001 года (Израиль официально отрицал данный случай).
В ходе конфликта в Судане в апреле 2023 года Силы быстрого реагирования захватили на авиабазе возле Хартума три МиГ-29М, принадлежавших ВВС Египта. Согласно данным спутниковой съёмки, один из этих самолётов впоследствии был уничтожен, остальные два повреждены.

### Итоги боёв МиГ-29 с F-15 и F-16

#### В ходе учебных боёв
В 1998 году немецкий журнал Flieger Revue опубликовал статью, в которой говорилось о превосходстве МиГ-29 в той комплектации, в какой их применяли ВВС Германии с 1987 года, над F-16. По мнению автора, МиГ-29 незначительно превосходит F-16. В частности — это шлем пилота с прицелом, который предоставляет решающее превосходство в ближнем воздушном бою. При наличии шлема с прицелом пилот МиГ-29 может захватить воздушную цель раньше, ещё до обычных углов захвата цели, и уничтожить её. Во время тренировочных лётных занятий в НАТОвском учебном центре воздушного боя Десимоманну на Сардинии было выявлено, что МиГ-29 при применении в сочетании шлема с прицелом и ракет Р-73Э превосходит все западные истребители (в частности превосходя Ф-16 по дальности обнаружения и самостоятельного открытия огня).
В нескольких учебных боях против пилотов НАТО на F-15С, F-16С и Mirage 2000С, МиГ-29 показал преимущество. Преимущество в нашлемном целеуказании в сочетании с возможностью атаковать далеко от направления полёта сохранялось до 2002 года. Это преимущество сильно сказывалось в учебных боях также и над F-14 и F-18, которые проводились как в Германии, так и в США с использованием купленной в 1997 году в Молдове 21 машины.
В документально-публицистической передаче на телеканале Звезда утверждалось, что МиГ-29 имеет преимущество над F-16 по высоте (минимум и максимум), дальности обнаружения и стрельбы.
В ВВС Египта проведены учебные воздушные бои между МиГ-29М и F-16, после которых принято решение о приобретении крупной партии российских боевых самолётов из-за их явного превосходства. Возможности МиГ-29М оказались значительно более широкими, причём как в дальнем, так и в ближнем бою.

#### В вооружённых конфликтах
В ходе Войны в Персидском заливе 1991 г. и операции НАТО против Югославии в 1999 году были отмечены воздушные бои МиГ-29 против F-16 и F-15.
По данным, опубликованным США и НАТО, в ходе указанных войн и конфликтов истребителями F-15 и F-16 в общей сложности было уничтожено 9 истребителей МиГ-29 без потерь со своей стороны. У пилота Сесара Родригеса на F-15 были победы над МиГ-29 в обеих войнах. Согласно официальному сайту МО Сербии, Небойша Джуканович (Небојша Ђукановић), бывший в 1999 году командиром 127-й эскадрильи, летавшей на МиГ-29, подтвердил, что шесть МиГ-29 были потеряны в воздушных боях. Некоторые воздушные бои были публично и подробнейшим образом описаны непосредственными их участниками (пилотами) в документально-публицистических передачах.
Бои проходили при количественном превосходстве в воздухе самолётов НАТО не только по подобным машинам, но и с односторонним применением иных самолётов, например перехватчиков и самолётов ДРЛО, что подтверждается списочным составом ВВС стран — участниц конфликта, а также заявленным числом используемых самолётов.

### МиГ-29 в США

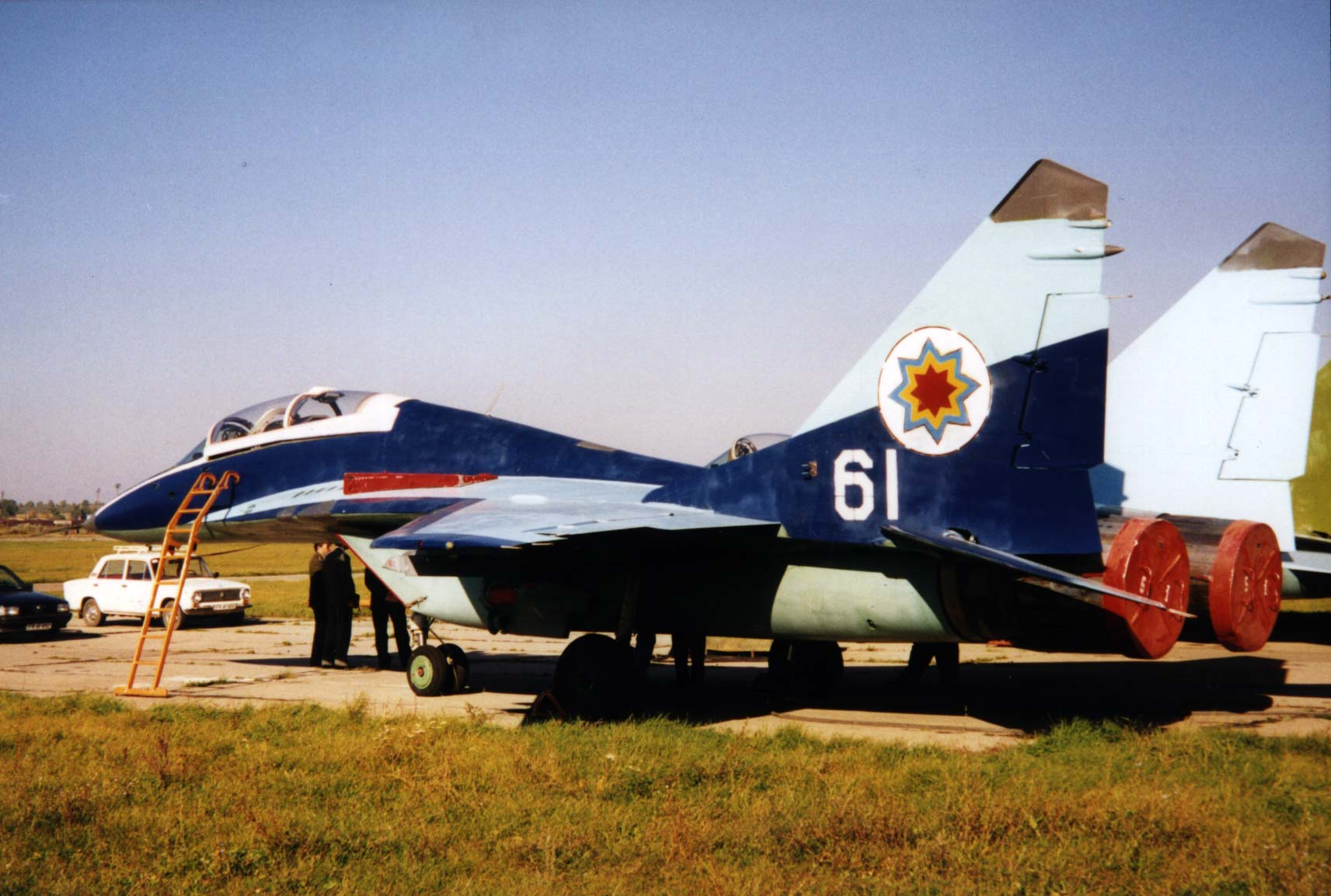
Молдавский МиГ-29УБ, проданный США (1997 год)

В 1997 году правительство Республики Молдовы продало в США 21 самолёт МиГ-29 из состава 86-го гвардейского морского истребительного Борисовского, Краснознамённого, ордена Суворова авиационного полка, базировавшегося на аэродроме Маркулешты. Сумма сделки составила 40 млн долларов США. 14 из 21 купленного истребителя были самолётами в модификации МиГ-29 (9-13), ещё 6 машин были в модификации МиГ-29 (9-12А), а последним купленным самолётом был МиГ-29УБ (9-51). Самолёты были перевезены на базу ВВС Райт-Паттерсон (Wright-Patterson Air Force Base), штат Огайо.

## Случаи угона
20 мая 1989 года капитан Александр Зуев, усыпив коллег тортом со снотворным и ранив часового из пистолета, угнал МиГ-29. Позже, оторвавшись от преследования, он приземлился в Турции. Самолёт, во избежание конфликтной ситуации, был возвращён в СССР, пилот получил политическое убежище в США. Впоследствии Зуев написал автобиографическую книгу «Fulcrum: A Top Gun Pilot’s Escape from the Soviet Empire» и в 2001 году погиб в авиакатастрофе в США.

## Аварии и катастрофы

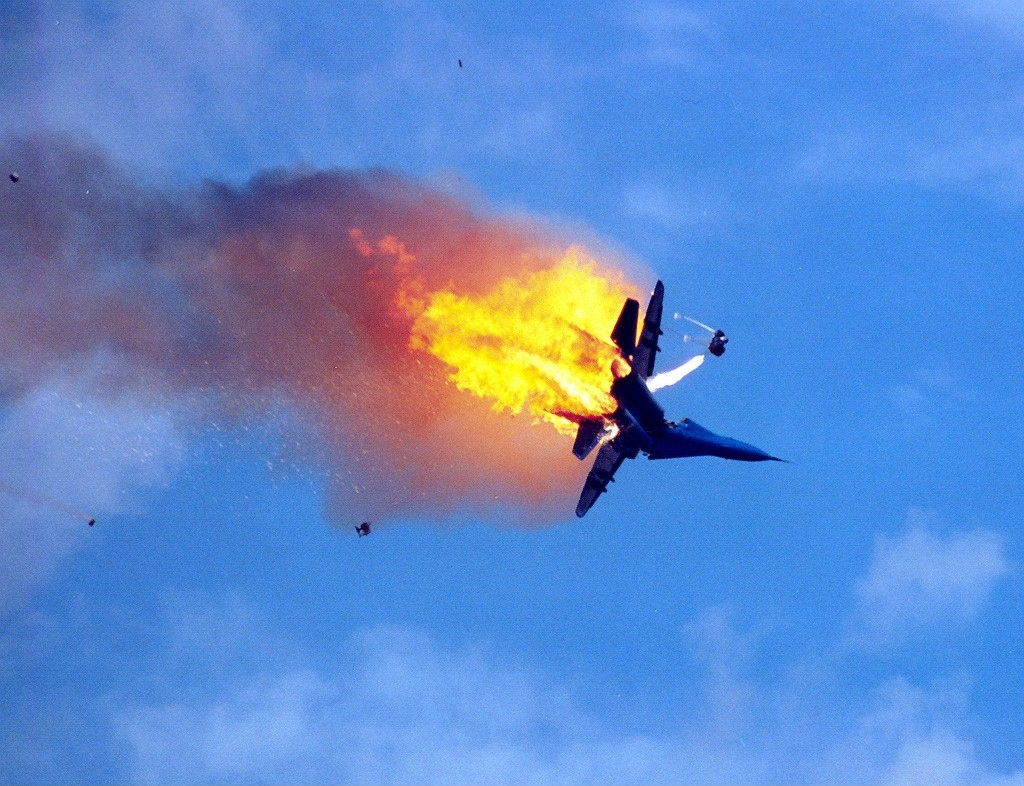
Авария МиГ-29 24 июля 1993 года

- 4 февраля 1984 года Липецк лётчик-снайпер полковник Корешков Александр Александрович: во время пилотажа МиГ-29 обратная реакция по крену, лётчик погиб.
- 7 февраля 1984 года Кубинка лётчик-испытатель полковник Лотков Владимир Александрович: во время пилотажа МиГ-29 обратная реакция по крену, лётчик погиб.
- 1 апреля 1986 года, 145-й иап, аэродром Ивано-Франковск, авария МиГ-29. Лётчик Н.Гук обнаружил потерю управления самолётом, пытался спасти машину, но был вынужден катапультироваться. Причина отказа управления самолётом — рассоединение вала одного из двигателей и повреждение деталями двигателя проводки управления самолётом. Погиб (выпал с балкона в строевой форме перед разбором аварии) инженер эскадрильи, так как техсостав обвинили в переработке двигателя на форсаже (порядка 10 сек). Первая авария самолёта МиГ-29 в строевой части.
- 1986 год Кубинка лётчик старший лейтенант Ильин Сергей погиб при возвращении ведомым в составе пары после практических стрельб на полигоне.
- 3 октября 1986 года Липецк военный лётчик 1 класса, заместитель командира эскадрильи майор Шелыганов Пётр Васильевич: во время пилотажа обратная реакция по крену, МиГ-29 врезался около здания командно-диспетчерского пункта (КДП), погибли лётчик и ещё 9 человек, 54 пострадавших.
- Летом 1987 года произошла катастрофа МиГ-29УБ в 145 иап, причина не установлена. В простых метеорологических условиях днём спарка в крутом пике на скорости, близкой к сверхзвуковой упала в реку в районе ТЭЦ Бурштын неподалёку от Галича.
- Зимой 1987 года произошла катастрофа ещё одного МиГ-29УБ 145 иап в простых метеорологических условиях при выполнении сложного пилотажа лётчики Панин и Щебренко не зафиксировали высоту, перешли к выполнению следующего упражнения и не смогли предотвратить столкновения с землёй на высоком берегу Днестра.
- 8 июня 1989 года Международный авиасалон в Ле-Бурже. Потерпел аварию МиГ-29. Лётчик-испытатель Анатолий Квочур катапультировался.
- Июнь 1990 года Саки. Потерпел аварию МиГ-29УБ 100-го киап. Экипаж катапультировался. В составе экипажа — лётчик-испытатель Анатолий Квочур (второе катапультирование).
- 7 февраля 1992 года Потерпел катастрофу МиГ-29 в сложных метеорологических условиях из-за навигационных приборов и потери пространственной ориентировки. Ценой собственной жизни лётчик — генерал-майор авиации Осканов Суламбек Сусаркулович предотвратил падение самолёта на посёлок Хворостянку, Добринского района, Липецкой области.
- 24 июля 1993 года на авиабазе «Фэйфорд» (Великобритания), в воздухе столкнулись два истребителя МиГ-29 (лётчики — Сергей Тресвятский и Александр Бесчастнов). Оба летчика катапультировались.
- 11 сентября 1995 года аэродром Луховицы лётчик-испытатель Шапошников Сергей Николаевич: тренировка демонстрационного пилотажа МиГ-29, лётчик погиб.
- Ноябрь 1995 года Город Бурштын (Ивано-Франковск). ВВС Украины. Катастрофа МиГ-29УБ 114-го иап: по неустановленным причинам самолёт врезался в землю недалеко от пос. Бовшев. Экипаж погиб.
- 30 июля 1996 года Лиманское (Одесская область). ВВС Украины. Катастрофа МиГ-29 161-го иап ВВС Украины при выполнении имитации падения подбитого самолёта во время учений на Киево-Александровском полигоне. Погиб военный лётчик 2-го класса, заместитель командира эскадрильи, капитан Вадим Кирильчук.
- 23 июля 1998 года МиГ-29 (бортовой номер 17). ВВС Венгрии. Кечкемет. Катастрофа самолёта на глазах у корреспондентов ТВ-каналов при подготовке к авиашоу в Кечкемете. Лётчик погиб.
- 7 ноября 1998 года Кировское. ВВС Украины. Катастрофа МиГ-29 (9-13). Самолёт ГВП «Украинские соколы» в сложных метеоусловиях и плохой видимости при заходе на посадку слетел с полосы, перевернулся, разломился и загорелся. Лётчик погиб.
- В 1998 году в районе города Тараз Республика Казахстан, во время выполнения фигур высшего пилотажа, потерпел крушение самолёт ВВС Казахстана МиГ-29УБ, приписанный к авиабазе Луговая. Пилоты катапультировались.
- 6 августа 1999 года ВВС Индии, катастрофа МиГ-29 в Химачал-Прадеш[127].
- 14 марта 2001 года ВВС Перу. Авария МиГ-29. Военная база на севере Перу. Лётчик катапультировался, направив самолёт на территорию рисовой плантации, пострадавших нет[128].
- 22 марта 2001 года ВВС России. Ахтубинск. Авария МиГ-29УБ в Астраханской области. Оба лётчика успели катапультироваться и остались живы. Самолёт упал в безлюдной местности, жертв и разрушений на земле нет[129].
- 7 ноября 2002 года ВВС Словакии. Авария двух МиГ-29 ночью[130].
- 12 ноября 2003 года столкновение с горой МиГ-29 ВВС России в Эребуни (Армения). СМУ. Военный лётчик 1-го класса Константин Кардаш погиб[131].
- 19 июня 2003 года в Армавире разбился МиГ-29УБ[132]
- 11 мая 2005 года в Венгрии разбился МиГ-29 Борт номер 02[133]
- 12 мая 2005 года в Тверской области разбился МиГ-29[134]
- 17 апреля 2008 года в Венгрии разбился МиГ-29 (б/н 15)[133]
- 27 июля 2006 года разбился МиГ-29 пилотажной группы «Стрижи»[135]. Из-за попадания птицы МиГ-29УБ не смог разогнаться до скорости отрыва и врезался в бетонный забор у ВПП. Экипаж катапультировался.
- 21 марта 2007 года в Ростовской области в 30 километрах от Миллерово в ходе проведения плановых полётов 4-й воздушной армии ВВС и ПВО России на высоте около 7000 м столкнулись два истребителя МиГ-29. Лётчики отрабатывали полёт парой, выполняя упражнение на слётанность. Оба самолёта упали на кукурузные поля и сгорели. В результате ЧП жертв нет, лётчики катапультировались[136]
- 29 января 2008 года МиГ-29УБ ВВС Азербайджана упал в Каспийское море[137]
- 12 февраля 2008 года в Казахстане разбился Миг-29, один пилот погиб[138]
- 17 октября 2008 года под Читой разбился МиГ-29[139]
- 5 декабря 2008 года в Забайкальском крае разбился МиГ-29[140]
- 5 мая 2009 года г. Миргород, МиГ-29 114БТА был повреждён в результате ошибки курсанта ХУВС Виктори Мекотовой. Посадив самолёт в середине ВПП, не погасив скорость, был начат разворот, в результате машина опрокинулась на левый борт и получила повреждения левой плоскости и стойки. Самолёт восстановлен
- Июнь 2009 года. МиГ-29УБ ГВП «Стрижи» потерпел аварию в Кубинке. Жертв и разрушений нет, самолёт списан.
- 23 июня 2011 года в районе хутора Кабановский (Астраханская область) при выполнении сложного пилотажа во время испытательного полёта потерпел катастрофу палубный истребитель МиГ-29КУБ, вылетевший с аэродрома Ахтубинск[141], принадлежавший Российской самолётостроительной корпорации «МиГ»[142] и предназначавшийся для поставки на вооружение авианосца «Адмирал Горшков»[143]. Сначала в прессе появилась информация, что оба лётчика успели катапультироваться, но погибли[144][145]. Позже представители Минобороны официально заявили, что оба пилота, Олег Спичка и Александр Кружалин, погибли в результате катастрофы[146][147]. Для расследования была создана спецкомиссия Минобороны с участием представителей военно-промышленного комплекса[148]: а в частности, было объявлено, что группа специалистов корпорации «МИГ» во главе с гендиректором Сергеем Коротковым вылетела на место крушения самолёта и примет участие в расследовании аварии[142]. Решением главкома ВВС РФ генерал-полковника Александра Зелина были приостановлены полёты истребителей МиГ-29, аналогичных разбившемуся, до выяснения причин катастрофы[149]. По неподтверждённым данным, катастрофа произошла по стечению обстоятельств (плохих погодных условий, ошибки в документациях при расчёте плана испытательного полёта, в сложившейся психологии людей и их взаимодействии при проведении любых испытательных работ).
- 26 апреля 2012 года МиГ-29 ВВС Болгарии потерпел крушение у города Пловдив на юге страны. Самолёт, вылетевший с авиабазы «Граф Игнатиево», принимал участие в совместных учениях ВВС Болгарии и США «Тракийская звезда-2012». Никто не пострадал[150].
- 6 сентября 2012 года в Забайкальском крае разбился МиГ-29 ВВС России (Домна), пилот-подполковник Альберт Хаджияров погиб.
- 8 ноября 2013 года МиГ-29 ВВС Индии — штат Гуджарат. Истребитель разбился во время тренировочного полёта. Пилот катапультировался[151].
- 4 июня 2014 года палубный истребитель МиГ-29К ВМС Индии совершил жёсткую посадку на авианосец Викрамадитья. В результате была повреждена носовая стойка шасси. Пилот не пострадал. Самолёт отремонтирован[152].
- 11 июня 2014 года самолёт МиГ-29УБ ВВС Мьянмы загорелся и упал во время тренировочного полёта. Оба пилота катапультировались[153].
- 27 июля 2014 года в Приволжском районе Астраханской области упал МиГ-29. По предварительным данным, один человек погиб[154].
- 11 ноября 2014 года в Ляховичском районе Брестской области Беларуси упал МиГ-29 61-й истребительной авиабазы. Пилот катапультировался[155][156][157]
- 4 декабря 2014 года опытный экземпляр корабельного учебно-боевого самолёта МиГ-29КУБ потерпел крушение в районе населённого пункта Чемодурово Воскресенского района Московской области. Пилоты катапультировались и были доставлены в лечебное учреждение[158][159][160]. Позднее один из пилотов — Сергей Рыбников — в результате полученных травм скончался в реанимационном отделении НИИ им. Склифосовского[161].
- 4 июня 2015 года при выполнении учебно-тренировочного полёта в районе полигона Ашулук потерпел аварию самолёт Миг-29 ВВС России. Пилоты катапультировались[162].
- 3 июля 2015 года в районе станицы Кущёвская в Краснодарском крае разбился самолёт МиГ-29 ВВС России. Пилот (начальник Службы безопасности полётов ВВС России генерал-майор Александр Берзан) катапультировался[163].
- 24 мая 2016 года самолёт МиГ-29УБ ВВС Ирана получил повреждение во время вынужденной посадки вследствие отказа одного двигателя. Лётчики полковник Али Голипур (Ali Golipour) и майор Раузбен Назарян (Rouzbeh Nazerian) приняли решение совершить посадку на третьей тактической авиабазе ВВС Ирана, к северу от Хамадана. Самолёт выкатился за пределы ВПП, лётчики попытались катапультироваться. В результате полковник получил перелом позвоночника, а майор — тяжёлые травмы и после транспортировки в больницу скончался[164].
- 13 ноября 2016 года самолёт палубный истребитель МиГ-29КУБ МА ВМФ России упал после взлёта с авианосца «Адмирал Кузнецов». Экипаж был подобран спасательным вертолётом[165].
- 23 февраля 2017 года истребитель МиГ-29 ВВС Беларуси загорелся при разгоне на аэродроме Бобруйский. Лётчик не пострадал[166].
- 18 декабря 2017 года во время учебного полёта под Минск-Мазовецки разбился МиГ-29 ВВС Польши. Пилот катапультировался.
- 5 октября 2018 года у села Дмитровцы Коломенского района Московской области потерпел катастрофу МиГ-29УБ, выполнявший учебно-тренировочный полёт. Оба пилота катапультировались[167].
- Крушение МиГ-29 в Каспийском море. 24 июля 2019 года над Каспийским морем потерпел катастрофу МиГ-29 ВВС Азербайджана, выполнявший учебно-тренировочный полёт[168]. Лётчик Рашад Атакишиев погиб[169]. По официальной версии во время ночного полета самолёт столкнулся с птицей, однако ряд экспертов (например, заслуженный лётчик-испытатель Магомед Толбоев) посчитали эту версию неправдоподобной[170].
- 16 ноября 2019 года во время выполнения тренировочного полёта произошло возгорание двигателя учебного самолёта МиГ-29К, взлетевшего с авиабазы INS Hansa в Даболиме. Обоим пилотам удалось катапультироваться[171].
- 23 февраля 2020 года в индийском штате Гоа потерпел крушение самолёт МиГ-29К. Пилот самолёта выжил[172].
- 8 мая 2020 года в индийском штате Пенджаб разбился МиГ-29UPG ВВС Индии. Пилот успел катапультироваться и был госпитализирован[173].
- 26 ноября 2020 года во время учебного полёта над Аравийским морем потерпел катастрофу МиГ-29К ВМС Индии. Один пилот был спасён, другой пропал без вести[174].
- 10 марта 2021 года во время буксировки МиГ-29 к месту стоянки в городе Васильков на Украине в расположении 40-й бригады тактической авиации, в самолёт врезался автомобиль Фольскваген Туран. МиГ-29 сгорел, не подлежит восстановлению. Лётчики не пострадали.
- 9 июня 2021 года в 00.45 во время учений «Шабла-2021» при выполнении учебно-тренировочного задания над морской акваторией Республики Болгарии самолёт МиГ-29А ВВС Болгарии заводской номер 2960535101, тактический 39 «белый», потерял радиосвязь и пропал с радаров. Позже установлено, что самолёт упал в Чёрное море в районе Шаблы. Лётчик, начальник штаба эскадрильи истребителей МиГ-29 майор Валентин Терзиев считается погибшим.
- 18 августа 2021 года при выполнении планового полёта на территории полигона Ашулук в Астраханской области разбился МиГ-29СМТ 185-го Центра боевой подготовки и боевого применения ВКС. Лётчик погиб[175].
- 29 марта 2022 года на взлёте разбился МиГ-29 ВВС Алжира, один лётчик погиб, другой выжил[176].
- 17 апреля 2023 года, на фоне разгоревшейся двумя днями ранее гражданской войны в Судане, стало известно, что один истребитель МиГ-29М2 египетских ВВС был уничтожен, а два других были сильно повреждены в аэропорту Мерове согласно спутниковым снимкам, полученным The War Zone[177].
- 2 сентября 2024 года МиГ-29 ВВС Индии разбился в штате Раджастхан из-за технической неисправности, пилот выжил[178].

## Тактико-технические характеристики

### Технические характеристики[179]
- Экипаж: 1 или 2 человека[180]
- Длина: 17,32 м
- Размах крыла: 11,36 м
- Высота: 4,73 м
- Площадь крыла: 38,06 м²
- Угол стреловидности крыла: 42°
- Масса:
  - пустого: 10900 кг
  - нормальная взлётная масса: 15180 кг
  - максимальная взлётная масса: 18480 кг
  - масса внутреннего топлива: 3400 кг (≈4200 л, в зависимости от плотности, на которую влияет температура наружного воздуха)

### Двигатель
- Тип двигателя: Турбореактивный двухконтурный с форсажной камерой (а также управляемым вектором тяги на МиГ-29М/ОВТ)
- Модель: РД-33
- Тяга:
  - максимальная: 2 × 5040 кгс
  - на форсаже: 2 × 8300 кгс
- Масса двигателя: 1055 кг
- Отклоняемый вектор тяги: для МиГ-29М/ОВТ с двигателями РД-33К
- Углы отклонения вектора тяги: ±15° в любом направлении
- Скорость отклонения вектора тяги: 60 °/с
- Возможность запуска двигателя в полёте
- Время демонтажа двигателя силами 5 механиков — 1 час[181]

### РЛС
- Сопровождение 10 воздушных целей и обстрел наиболее опасной[182]
- Минимальная разница скоростей истребителя и цели 150 км/ч
- Скорость атакуемой цели 230—2500 км/ч
- Высота атакуемой цели 30—23000 м
- Дальность обнаружения цели с ЭПР 3 м² в ППС на высоте более 3000 м — 50—70 км
- Дальность обнаружения вертолёта (скорость более 180 км/ч) в ЗПС 23 км, ППС — 17 км[183]
- по данным на 2012 — РЛС Н010 «Жук» различных версий. 10—20 целей одновременно на дальности до 80 километров, обстрел 1—2[184].

### Лётные характеристики
- Максимальная скорость:
  - у земли: 1500 км/ч (М=1,26)
  - на высоте: 2450 км/ч (М=2,3)
- Крейсерская скорость: 850 км/ч (М=0,8)
- Практическая дальность:
  - со 100 % топлива: 1430 км
  - с 2 ПТБ: 2100 км
- Продолжительность полёта: до 2,5 ч
- Практический потолок: 18000 м
- Тяговооружённость:
  - при нормальной взлётной массе: 1,09 кгс/кг
  - при максимальной взлётной массе: 0,92 кгс/кг
- Нагрузка на крыло:
  - при нормальной взлётной массе: 399 кг/м²
  - при максимальной взлётной массе: 476 кг/м²
- Максимальная эксплуатационная перегрузка: +9 G

### Вооружение
- Пушечное: 30 мм авиационная пушка ГШ-30-1, 150 снарядов
- Боевая нагрузка: 2180 кг
- Узлов подвески вооружения: 6 подкрыльевых + 1 для подвесного топливного бака в центре фюзеляжа
- Подвесное вооружение:
  - Р-60М до 6 ракет
  - Р-27 Версии Р-27Р, Р-27ЭР, Р-27Т, Р-27ЭТ (до 2 ракет, подвешиваются только на внутренние пилоны крыла)
  - Р-73 до 6 ракет
  - Р-77 до 6 ракет, начиная с версии 9-13С
  - БКО «Талисман»
  - Б-8М1
  - С-24Б
  - ФАБ-500М62
  - ОФАБ-250-270
  - КМГУ-2
  - ЗБ-500
  - JDAM (ВВС Украины)

Стандартный вариант подвески МиГ-29A версии 9-12 в конфигурации для воздушного боя — 1 ПТБ на 1500 литров в центре под фюзеляжем, 2 ракеты Р-27Р на внутренних пилонах крыла, 4 ракеты Р-73 на средних и внешних пилонах крыла и 150 снарядов к пушке.

## Изображения

МиГ-29СМТ на МАКС-2009
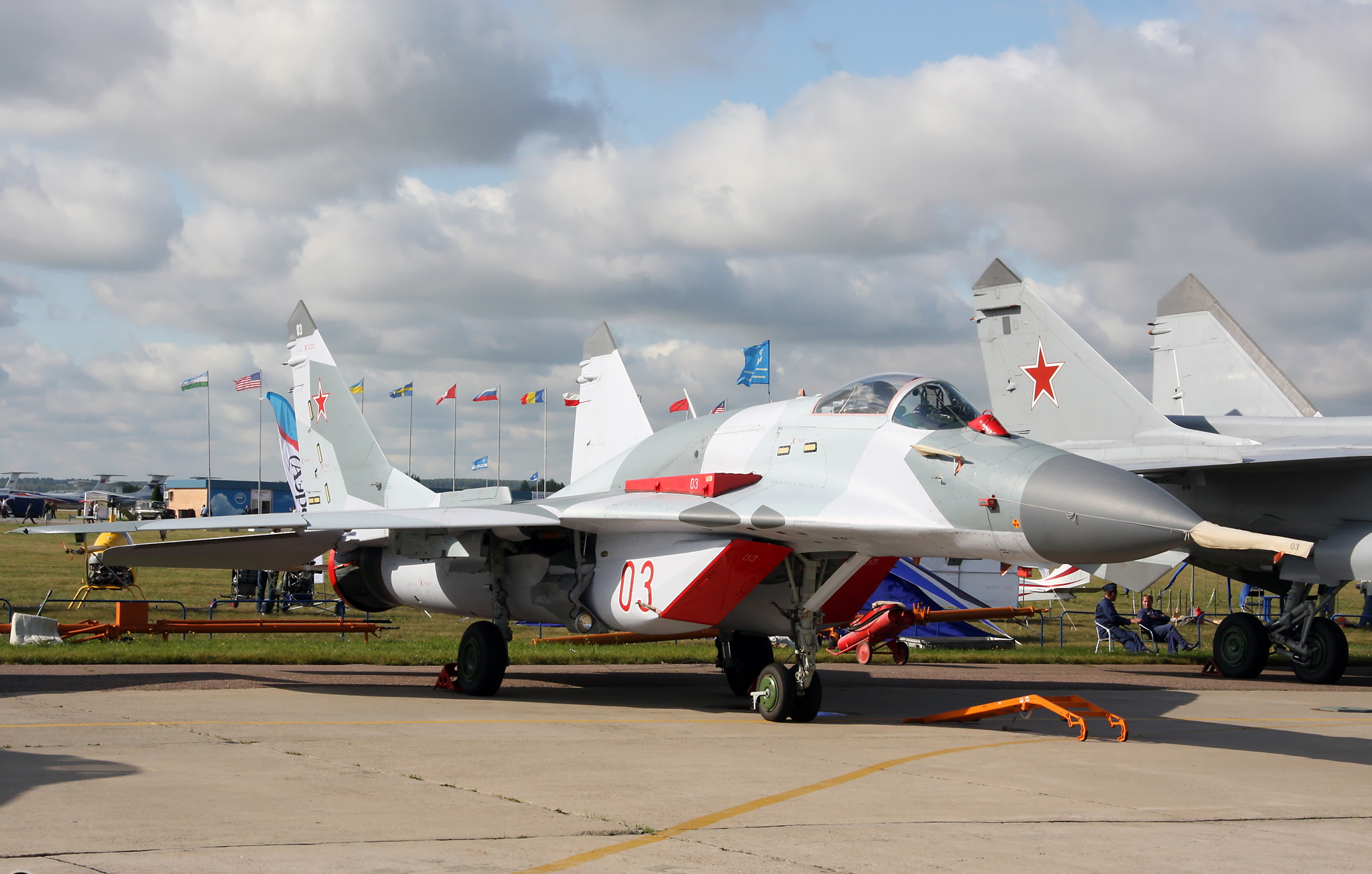
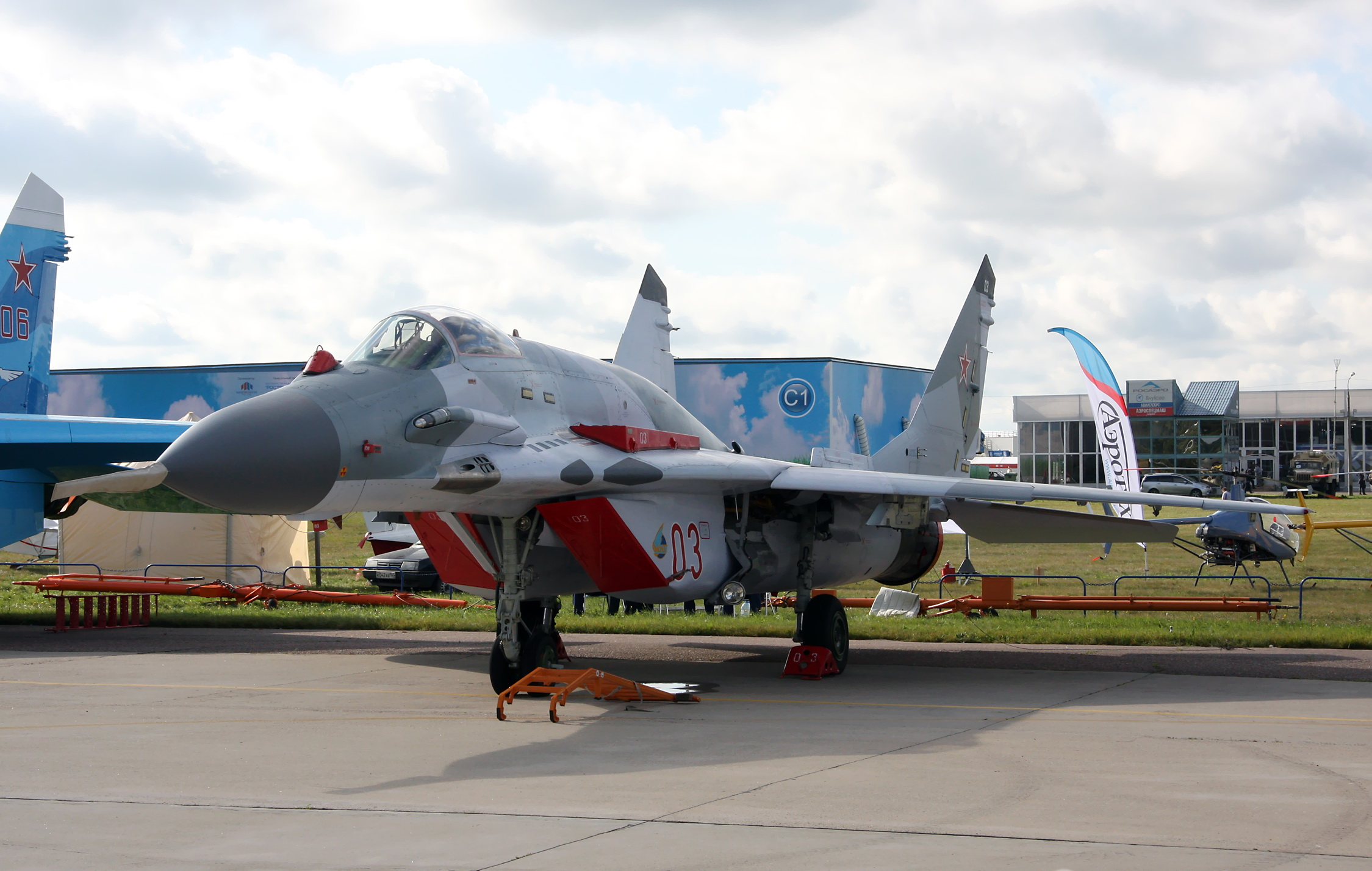
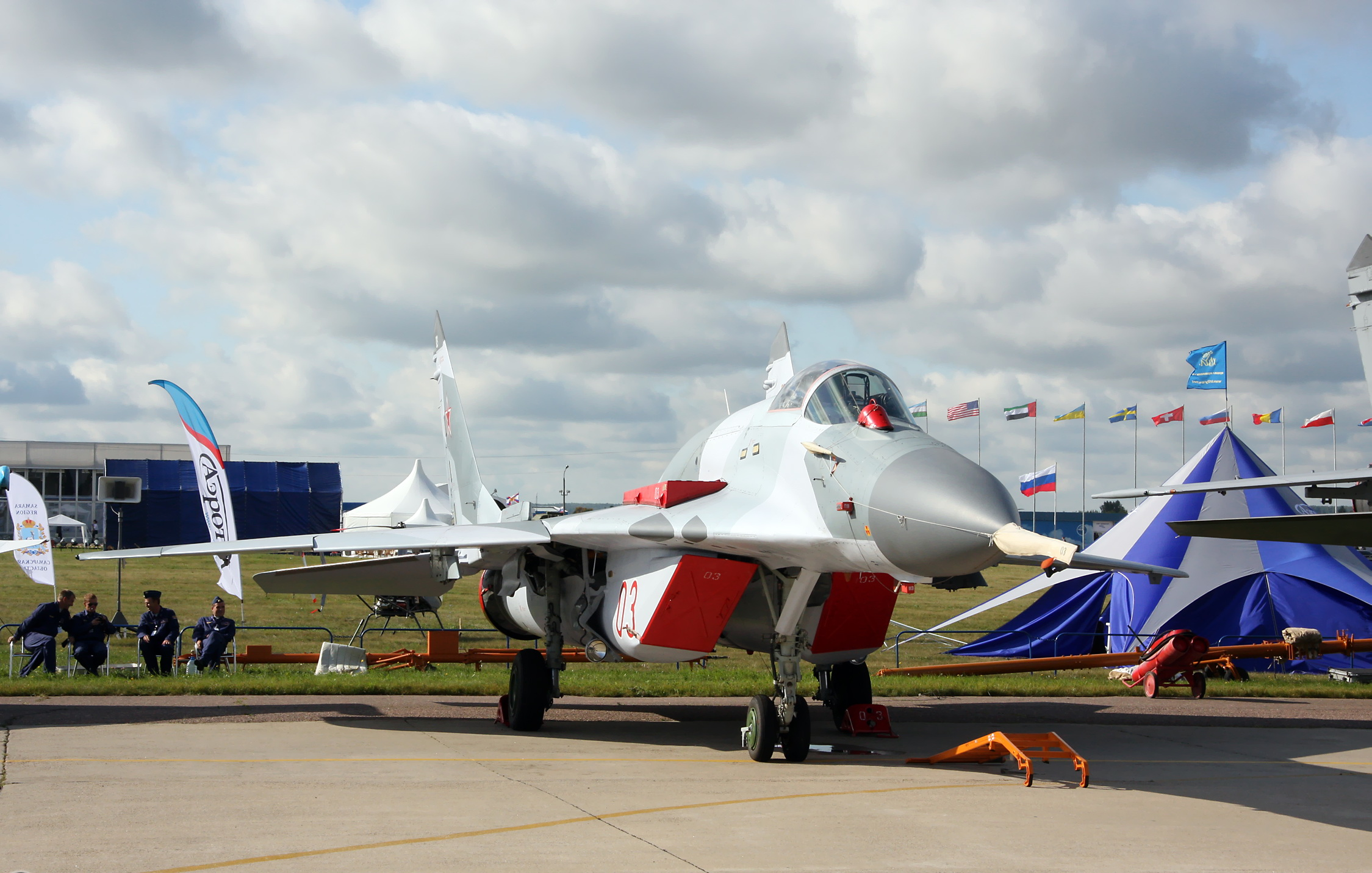
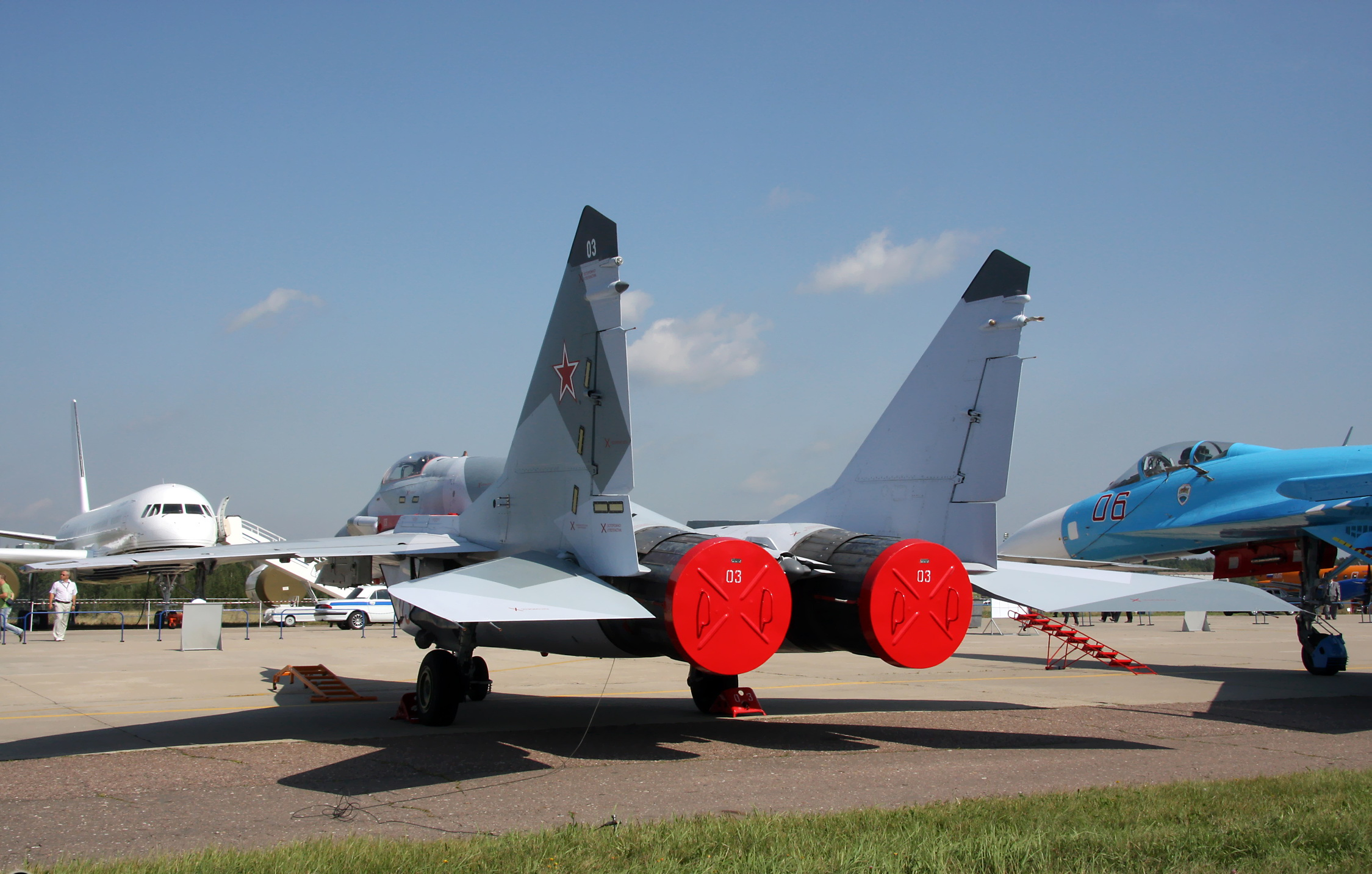
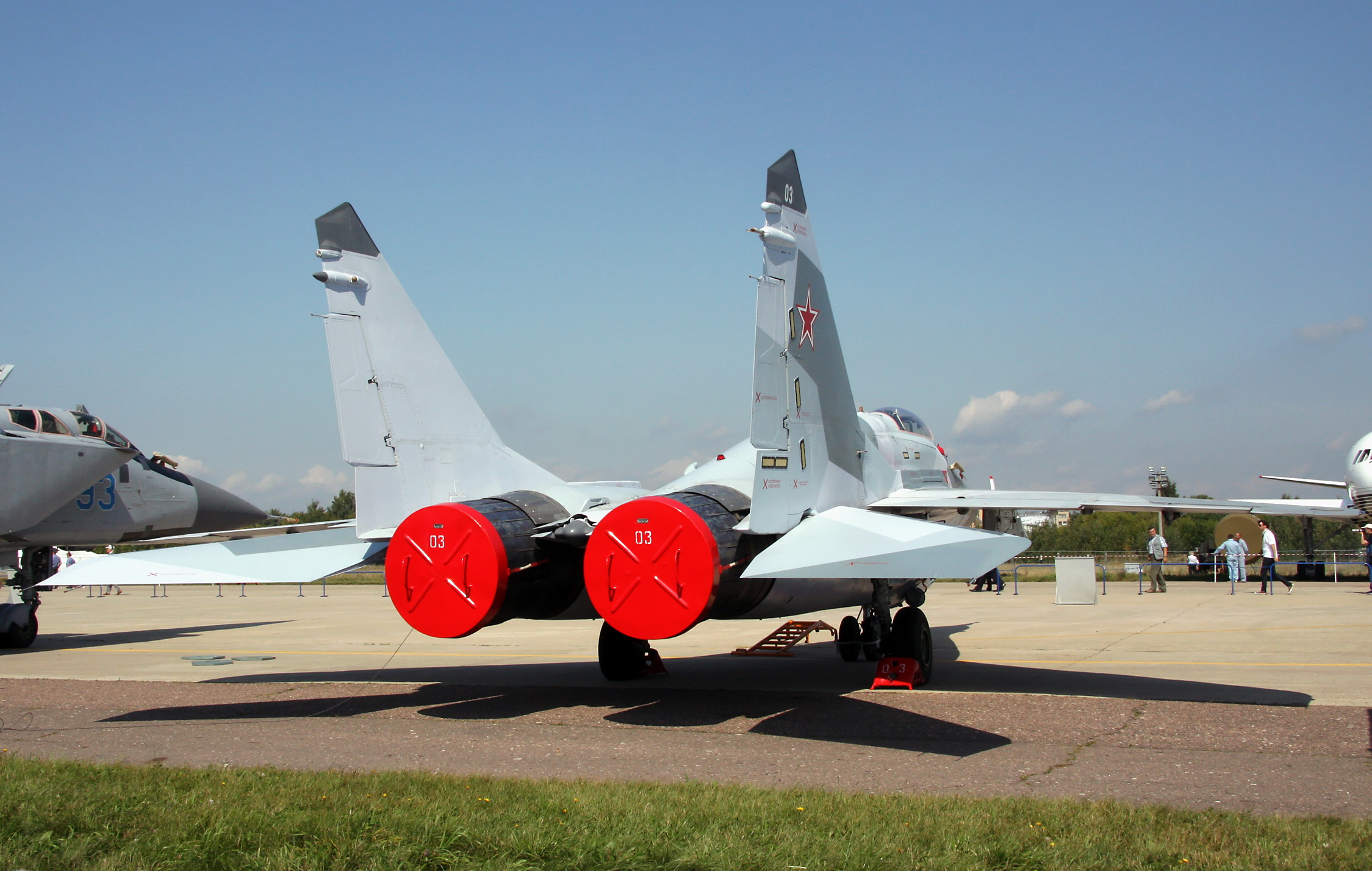
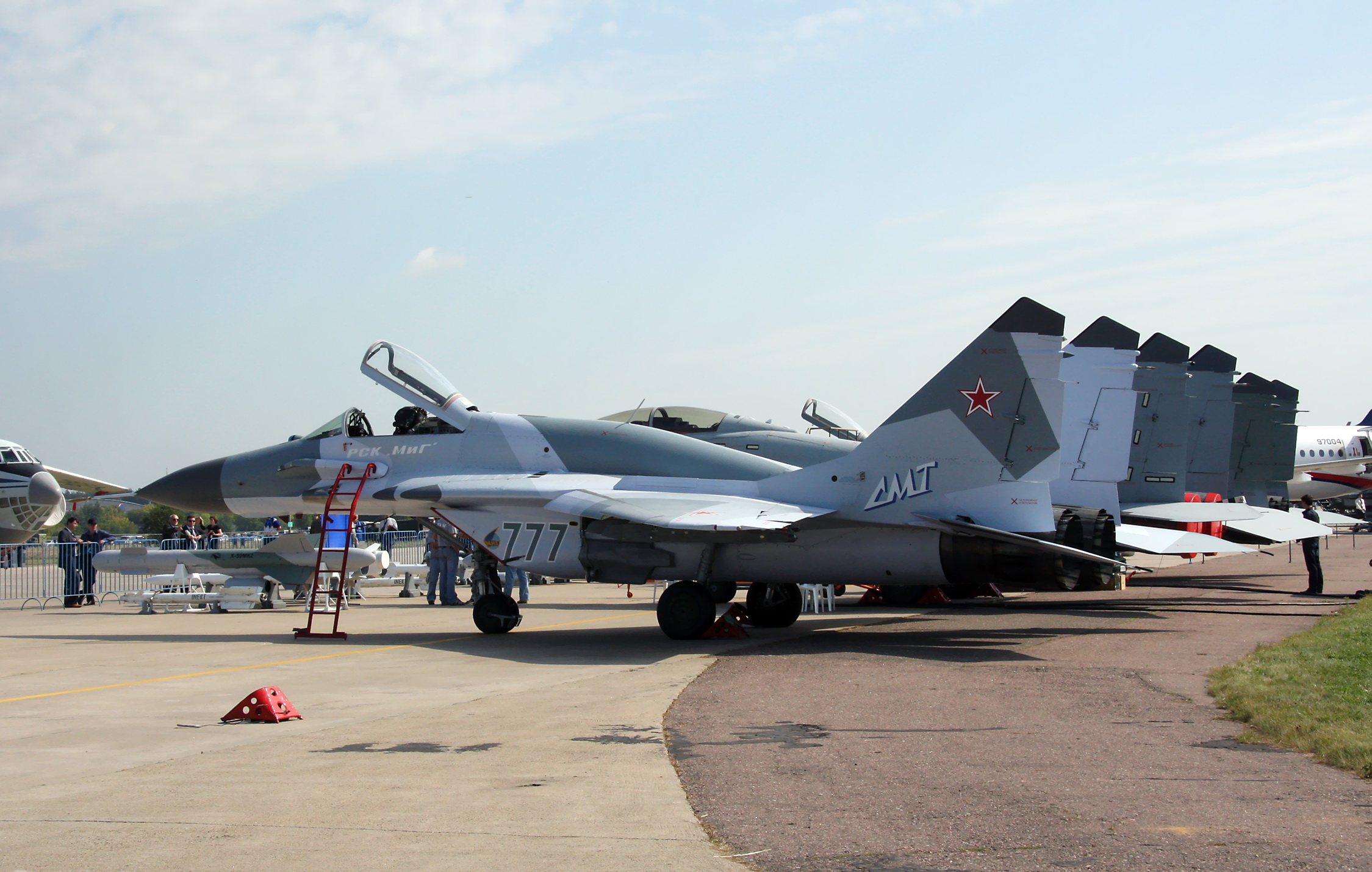

## Где можно увидеть
| Тип           | Бортовой номер | Местонахождение | Изображение |
| ------------- | -------------- | --- | ----------- |
| МиГ-29        |                | В городе Обнинске Калужской области 29 июля 2016 г. открыт памятник Авиаторам Калужского края, на котором установлен легендарный фронтовой истребитель МиГ-29. |             |
| МиГ-29        |                | с. Хлевное Липецкая область. |             |
| МиГ-29        | 04             | В городе Ростов-на-Дону. Памятник авиаторам 4 воздушной армии.                                                                                                 |             |
| МиГ-29        |                | В городе Воронеже на улице Димитрова осенью 2016 года установлен МиГ-29 пилотажной группы «Соколы России», а также на улице студенческая 36я.                  |             |
| МиГ-29        |                | В городе Иркутске на улице 1-я Советская. |             |
| МиГ-29        |                | В городе Барнауле в Алтайском краевом авиационно-техническом музее.                                                                                            |             |
| МиГ-29        |                | В городе Калязин у проходной завода РСК МиГ.е |             |
| МиГ-29        |                | В Ашукине Пушкинского района Московской области. |             |
| МиГ-29        |                | В городе Люберцы на ул. 3-е Почтовое отделение |             |
| МиГ-29 (9-12) | 06             | Государственный музей авиации, Киев |             |
| МиГ-29 (9-13) | 31             | Государственный музей авиации, Киев |             |
| МиГ-29        |                | Под городом Пятихатками Днепропетровской области., Украина |             |
| МиГ-29        |                | Музей авиационной техники Центрального аэроклуба ДОСААФ имени С. Грицевца, Беларусь                                                                            |             |
| МиГ-29        |                | Музейный комплекс УГМК, Верхняя Пышма, Свердловская область |             |